# Campionatul Mondial de Handbal Feminin pentru Tineret din 2024
Campionatul Mondial de Handbal Feminin pentru Tineret din 2024 a fost cea de-a XXIV-a ediție a Campionatului Mondial de Handbal Feminin pentru Tineret (U20) și s-a desfășurat între 19 și 30 iunie, în orașul Skopje din Macedonia de Nord.
Competiția a fost câștigată de Franța, care a învins în finală Ungaria cu scorul de 29–26.

## Procesul de selecție
Două țări și-au depus candidatura pentru găzduirea acestui eveniment: 
- Macedonia de Nord
- Slovenia

Ulterior, Slovenia și-a retras candidatura, astfel că găzduirea turneului a fost încredințată în unanimitate Macedoniei de Nord de către Consiliul Federației Internaționale de Handbal, în cadrul întrunirii sale de la Cairo, Egipt, pe 28 februarie 2020.

## Sălile
Partidele s-au jucat în Centrul Sportiv Boris Trajkovski și Centrul Sportiv Jane Sandanski din Skopje. Cel din urmă are și o sală mai mică, iar aceasta a fost și ea folosită.
| Skopje                                                       | Skopje | Skopje                                                    |
| Centrul Sportiv Boris Trajkovski Capacitate: 10000 de locuri | Skopje | Centrul Sportiv Jane Sandanski Capacitate: 6500 de locuri |
|                                                              | Skopje |                                                           |

## Turnee de calificare
| Competiția                                            | Data                         | Locul            | Locurile disponibile | Calificate |
| ----------------------------------------------------- | ---------------------------- | ---------------- | -------------------- | --- |
| Țara gazdă                                            | 28 februarie 2020            | Cairo            | 1                    | Macedonia de Nord |
| Campionatul Asiatic pentru Tineret din 2023           | 30 iunie – 9 iulie 2023      | Tsim Sha Tsui    | 5                    | China · Taipeiul Chinez · Iran · Japonia · Coreea de Sud                                                                                    |
| Campionatul European U19 din 2023                     | 6–16 iulie 2023              | România          | 13                   | Cehia · Danemarca · Franța · Germania · Ungaria · Islanda · Muntenegru · Țările de Jos · Norvegia · Portugalia · România · Suedia · Elveția |
| Campionatul African pentru Tineret din 2023           | 7–14 septembrie 2023         | Monastir         | 5                    | Algeria · Angola · Egipt · Guineea · Tunisia                                                                                                |
| Trofeul IHF U19 din 2023 – Oceania                    | 16–20 octombrie 2023         | Nouméa           | 1                    | Noua Zeelandăa) |
| C. Central și Sud-American U20 din 2023               | 14–18 noiembrie 2023         | Buenos Aires     | 3                    | Argentina · Brazilia · Chile |
| Calificările europene                                 | 21–26 noiembrie 2023         | Vrnjačka Banja   | 1                    | Spania |
| Trofeul IHF U19 din 2023 – America de Nord și Caraibe | 9–13 decembrie 2023          | Ciudad de México | 2                    | Mexic · Statele Unite |
| Trofeul Intercontinental IHF din 2024                 | 28 februarie – 3 martie 2024 | Tașkent          | 1                    | Uzbekistan |
| Echipă înlocuitoare                                   |                              |                  | 1                    | Serbiaa) |

a) Noua Zeelandă s-a retras, iar Comitetul Executiv al IHF a decis ca Serbia să participe la competiție în locul acesteia.

## Echipe calificate
| Țara              | Calificate ca și                                              | Data obținerii calificării | Apariții anterioare în competiție1 2 3                                                                                                  |
| ----------------- | ------------------------------------------------------------- | -------------------------- | --- |
| Macedonia de Nord | Țară gazdă                                                    | 28 februarie 2020          | 3 (1995, 2003, 2008) |
| Coreea de Sud     | Locurile 1–5 la Camp. Asiatic 2023                            | 14 martie 2022             | 21 (1981, 1983, 1985, 1987, 1989, 1991, 1993, 1995, 1997, 1999, 2001, 2003, 2005, 2008, 2010, 2012, 2014, 2016, 2018, 2020, 2022)       |
| China             | Locurile 1–5 la Camp. Asiatic 2023                            | 14 martie 2022             | 19 (1981, 1983, 1985, 1987, 1989, 1991, 1993, 1995, 1997, 1999, 2001, 2003, 2005, 2010, 2012, 2014, 2016, 2018, 2020)                   |
| Japonia           | Locurile 1–5 la Camp. Asiatic 2023                            | 14 martie 2022             | 20 (1979, 1983, 1985, 1987, 1989, 1991, 1993, 1995, 1997, 1999, 2001, 2003, 2005, 2008, 2010, 2012, 2014, 2016, 2020, 2022)             |
| Taipeiul Chinez   | Locurile 1–5 la Camp. Asiatic 2023                            | 14 martie 2022             | 4 (1991, 1999, 2001, 2008) |
| Iran              | Locurile 1–5 la Camp. Asiatic 2023                            | 14 martie 2022             | 1 (2022) |
| Ungaria           | Locurile 1–8 la Camp. European 2023                           | 15 iulie 2023              | 15 (1977, 1979, 1997, 1999, 2001, 2003, 2005, 2008, 2010, 2012, 2014, 2016, 2018, 2020, 2022)                                           |
| Danemarca         | Locurile 1–8 la Camp. European 2023                           | 15 iulie 2023              | 22 (1977, 1979, 1981, 1983, 1985, 1987, 1989, 1991, 1993, 1995, 1997, 1999, 2001, 2003, 2005, 2008, 2012, 2014, 2016, 2018, 2020, 2022) |
| România           | Locurile 1–8 la Camp. European 2023                           | 15 iulie 2023              | 16 (1977, 1985, 1991, 1993, 1995, 1997, 1999, 2001, 2003, 2008, 2012, 2014, 2016, 2018, 2020, 2022)                                     |
| Portugalia        | Locurile 1–8 la Camp. European 2023                           | 15 iulie 2023              | 4 (1997, 2003, 2014, 2018) |
| Suedia            | Locurile 1–8 la Camp. European 2023                           | 15 iulie 2023              | 14 (1983, 1987, 1989, 1991, 1993, 2001, 2003, 2005, 2010, 2012, 2014, 2016, 2018, 2022)                                                 |
| Franța            | Locurile 1–8 la Camp. European 2023                           | 15 iulie 2023              | 18 (1977, 1979, 1981, 1983, 1985, 1987, 1991, 1995, 1997, 2005, 2008, 2010, 2012, 2014, 2016, 2018, 2020, 2022)                         |
| Elveția           | Locurile 1–8 la Camp. European 2023                           | 15 iulie 2023              | 3 (1989, 1997, 2022) |
| Muntenegru        | Locurile 1–8 la Camp. European 2023                           | 15 iulie 2023              | 6 (2008, 2010, 2016, 2018, 2020, 2022)                                                                                                  |
| Țările de Jos     | Locurile 1–8 la Camp. European 2023                           | 15 iulie 2023              | 15 (1977, 1979, 1981, 1983, 1985, 1995, 1999, 2001, 2010, 2012, 2014, 2016, 2018, 2020, 2022)                                           |
| Norvegia          | Locurile 1–8 la Camp. European 2023                           | 15 iulie 2023              | 18 (1977, 1979, 1983, 1985, 1987, 1995, 1997, 1999, 2001, 2003, 2005, 2010, 2012, 2014, 2016, 2018, 2020, 2022)                         |
| Germania          | Locurile 1–8 la Camp. European 2023                           | 15 iulie 2023              | 19 (1977, 1979, 1981, 1983, 1985, 1987, 1989, 1991, 1993, 1995, 2001, 2003, 2008, 2010, 2014, 2016, 2018, 2020, 2022)                   |
| Cehia             | Locurile 1–8 la Camp. European 2023                           | 15 iulie 2023              | 6 (1995, 2003, 2005, 2012, 2014, 2022)                                                                                                  |
| Islanda           | Locurile 1–8 la Camp. European 2023                           | 15 iulie 2023              | 3 (1999, 2008, 2018) |
| Angola            | Locurile 1–5 la Camp. African 2023                            | 14 septembrie 2023         | 12 (1995, 1997, 1999, 2001, 2005, 2008, 2010, 2014, 2016, 2018, 2020, 2022)                                                             |
| Egipt             | Locurile 1–5 la Camp. African 2023                            | 14 septembrie 2023         | 3 (2016, 2018, 2022) |
| Guineea           | Locurile 1–5 la Camp. African 2023                            | 14 septembrie 2023         | 2 (2020, 2022) |
| Tunisia           | Locurile 1–5 la Camp. African 2023                            | 14 septembrie 2023         | 7 (2001, 2005, 2010, 2014, 2016, 2020, 2022)                                                                                            |
| Algeria           | Locurile 1–5 la Camp. African 2023                            | 14 septembrie 2023         | 4 (1989, 1993, 2003, 2008) |
| Argentina         | Locurile 1–3 la Camp. Central și Sud-American 2023            | 18 noiembrie 2023          | 10 (1995, 2005, 2008, 2010, 2012, 2014, 2016, 2018, 2020, 2022)                                                                         |
| Brazilia          | Locurile 1–3 la Camp. Central și Sud-American 2023            | 18 noiembrie 2023          | 16 (1991, 1993, 1995, 1997, 1999, 2001, 2003, 2005, 2008, 2010, 2012, 2014, 2016, 2018, 2020, 2022)                                     |
| Chile             | Locurile 1–3 la Camp. Central și Sud-American 2023            | 18 noiembrie 2023          | 4 (2016, 2018, 2020, 2022) |
| Spania            | Calificările europene                                         | 26 noiembrie 2023          | 12 (1985, 1987, 1989, 1999, 2001, 2005, 2008, 2010, 2012, 2016, 2018, 2020)                                                             |
| Mexic             | Locurile 1–2 la Trofeul IHF 2023 – America de Nord și Caraibe | 12 decembrie 2023          | 3 (2010, 2020, 2022) |
| Statele Unite     | Locurile 1–2 la Trofeul IHF 2023 – America de Nord și Caraibe | 12 decembrie 2023          | 3 (1979, 1981, 2022) |
| Uzbekistan        | Trofeul Intercontinental IHF 2024                             | 3 martie 2024              | 1 (2016) |
| Serbia            | Echipă înlocuitoare                                           | 00                         | 5 (2003, 2005, 2010, 2012, 2014) |

1 Bold indică echipa campioană din acel an.
2 Italic indică echipa gazdă din acel an.
3 În statistică a fost luată în considerare și ediția anulată din 2020.

## Tragerea la sorți
Tragerea la sorți pentru distribuția echipelor în grupe a avut loc pe 13 aprilie 2024, la Ulm, în Germania.

### Distribuția în urnele valorice
| Urna 1                                                                          | Urna a 2-a                                                                                           | Urna a 3-a                                                                    | Urna a 4-a                                                                               |
| ------------------------------------------------------------------------------- | --- | ----------------------------------------------------------------------------- | ---------------------------------------------------------------------------------------- |
| Ungaria · Danemarca · România · Portugalia · Suedia · Angola · Franța · Elveția | Coreea de Sud · Muntenegru · Țările de Jos · Norvegia · Macedonia de Nord · Germania · Cehia · Egipt | Guineea · Islanda · Spania · China · Argentina · Tunisia · Brazilia · Japonia | Chile · Taipeiul Chinez · Iran · Mexic · Statele Unite · Algeria · Serbiaa) · Uzbekistan |

## Arbitrii
Arbitrii au fost anunțați pe 26 aprilie 2024.
| Arbitri               | Arbitri                                 |
| --------------------- | --------------------------------------- |
| Argentina             | Mariana García María Paolantoni         |
| Bosnia și Herțegovina | Vesna Balvan Tatjana Praštalo           |
| Brazilia              | Bruna Correa Renata Correa              |
| Croația               | Ante Mikelić Petar Parađina             |
| Cuba                  | Raymel Reyes Alexis Zuñiga              |
| Danemarca             | Jacob Pagh Karl Thygesen                |
| Egipt                 | Heidy El-Saied Yasmina El-Saied         |
| Franța                | Yann Camaux Julien Mursch               |
| Germania              | Ramesh Thiyagarajah Suresh Thiyagarajah |
| Ungaria               | Rita Dáné Zsófia Marton                 |
| Iran                  | Marzieh Ghofli Mozhgan Hassanzadeh      |

| Arbitri           | Arbitri                              |
| ----------------- | ------------------------------------ |
| Iran              | Amir Gheisarian Ahmad Gheisarian     |
| Kuwait            | Maali Al-Enezi Dalal Al-Nassem       |
| Muntenegru        | Novica Mitrović Miljan Vešović       |
| Macedonia de Nord | Danielo Bozhinovski Viktor Nachevski |
| Norvegia          | Eskil Braseth Leif Andre Sundet      |
| România           | Cristina Lovin Simona Stancu         |
| Arabia Saudită    | Mohammed Al-Saqer Ali Al-Suqufi      |
| Serbia            | Marko Sekulić Vladimir Jovandić      |
| Slovacia          | Andrej Budzák Michal Záhradník       |
| Slovenia          | Žan Pukšič Miha Satler               |
| Spania            | Jesús Álvarez Miguel Soria           |

## Grupele preliminare
Orele sunt cele locale (UTC+2).

### Grupa A
| Loc | Echipa        | MJ | V | E | Î | GM | GP | DG  | Pct | Calificare         |
| --- | ------------- | -- | - | - | - | -- | -- | --- | --- | ------------------ |
| 1   | Țările de Jos | 3  | 3 | 0 | 0 | 95 | 56 | +39 | 6   | Grupele principale |
| 2   | România       | 3  | 2 | 0 | 1 | 85 | 69 | +16 | 4   | Grupele principale |
| 3   | Brazilia      | 3  | 1 | 0 | 2 | 74 | 80 | −6  | 2   | Cupa președintelui |
| 4   | Iran          | 3  | 0 | 0 | 3 | 48 | 97 | −49 | 0   | Cupa președintelui |

| 19 iunie 2024 11:15 | România    | 26 – 25 | Brazilia   | Centrul Sportiv Boris Trajkovski, Skopje Asistență: 104 Arbitri: Thiyagarajah, Thiyagarajah |
| 19 iunie 2024 11:15 | Boiciuc 11 | (13–13) | De Souza 7 | Centrul Sportiv Boris Trajkovski, Skopje Asistență: 104 Arbitri: Thiyagarajah, Thiyagarajah |
| 19 iunie 2024 11:15 | 3× 1×      | Raport  | 6×         | Centrul Sportiv Boris Trajkovski, Skopje Asistență: 104 Arbitri: Thiyagarajah, Thiyagarajah |

| 19 iunie 2024 13:30 | Țările de Jos | 34 – 11 | Iran               | Centrul Sportiv Boris Trajkovski, Skopje Asistență: 80 Arbitri: Mitrović, Vešović |
| 19 iunie 2024 13:30 | Horvers 7     | (16–3)  | Koudzarifarahani 6 | Centrul Sportiv Boris Trajkovski, Skopje Asistență: 80 Arbitri: Mitrović, Vešović |
| 19 iunie 2024 13:30 | 2×            | Raport  | 1×                 | Centrul Sportiv Boris Trajkovski, Skopje Asistență: 80 Arbitri: Mitrović, Vešović |

| 20 iunie 2024 15:45 | Iran    | 15 – 33 | România  | Centrul Sportiv Jane Sandanski, Skopje Asistență: 50 Arbitri: Balvan, Praštalo |
| 20 iunie 2024 15:45 | Nikan 4 | (7–16)  | Raicea 6 | Centrul Sportiv Jane Sandanski, Skopje Asistență: 50 Arbitri: Balvan, Praštalo |
| 20 iunie 2024 15:45 | 3×      | Raport  | 3×       | Centrul Sportiv Jane Sandanski, Skopje Asistență: 50 Arbitri: Balvan, Praštalo |

| 20 iunie 2024 18:00 | Țările de Jos | 32 – 19 | Brazilia              | Centrul Sportiv Jane Sandanski, Skopje Asistență: 100 Arbitri: Sekulić, Jovandić |
| 20 iunie 2024 18:00 | van Maurik 8  | (13–8)  | De Souza, Rodrigues 4 | Centrul Sportiv Jane Sandanski, Skopje Asistență: 100 Arbitri: Sekulić, Jovandić |
| 20 iunie 2024 18:00 | 4×            | Raport  | 4×                    | Centrul Sportiv Jane Sandanski, Skopje Asistență: 100 Arbitri: Sekulić, Jovandić |

| 22 iunie 2024 13:30 | Brazilia            | 30 – 22 | Iran     | Centrul Sportiv Jane Sandanski, Skopje Asistență: 76 Arbitri: Soria , Pukšič |
| 22 iunie 2024 13:30 | Borne, Dos Santos 7 | (11–10) | Merikh 9 | Centrul Sportiv Jane Sandanski, Skopje Asistență: 76 Arbitri: Soria , Pukšič |
| 22 iunie 2024 13:30 | 1×                  | Raport  | 4×       | Centrul Sportiv Jane Sandanski, Skopje Asistență: 76 Arbitri: Soria , Pukšič |

| 22 iunie 2024 15:45 | România      | 26 – 29 | Țările de Jos                      | Centrul Sportiv Jane Sandanski, Skopje Arbitri: García, Paolantoni |
| 22 iunie 2024 15:45 | Lixăndroiu 6 | (14–16) | Luchies, van der Helm, van Vliet 6 | Centrul Sportiv Jane Sandanski, Skopje Arbitri: García, Paolantoni |
| 22 iunie 2024 15:45 | 2×           | Raport  | 4×                                 | Centrul Sportiv Jane Sandanski, Skopje Arbitri: García, Paolantoni |

### Grupa B
| Loc | Echipa  | MJ | V | E | Î | GM  | GP  | DG  | Pct | Calificare         |
| --- | ------- | -- | - | - | - | --- | --- | --- | --- | ------------------ |
| 1   | Elveția | 3  | 3 | 0 | 0 | 112 | 59  | +53 | 6   | Grupele principale |
| 2   | Egipt   | 3  | 2 | 0 | 1 | 73  | 71  | +2  | 4   | Grupele principale |
| 3   | Tunisia | 3  | 1 | 0 | 2 | 96  | 87  | +9  | 2   | Cupa președintelui |
| 4   | Chile   | 3  | 0 | 0 | 3 | 55  | 119 | −64 | 0   | Cupa președintelui |

| 19 iunie 2024 10:00 | Elveția            | 34 – 26 | Tunisia                      | Sala Jane Sandanski 2, Skopje Arbitri: Sekulić, Jovandić |
| 19 iunie 2024 10:00 | Albrecht, Riner 10 | (20–11) | Ben Hassine, Dammak, Sfaxi 4 | Sala Jane Sandanski 2, Skopje Arbitri: Sekulić, Jovandić |
| 19 iunie 2024 10:00 | 1×                 | Raport  | 4×                           | Sala Jane Sandanski 2, Skopje Arbitri: Sekulić, Jovandić |

| 19 iunie 2024 13:00 | Egipt   | 26 – 16 | Chile  | Sala Jane Sandanski 2, Skopje Asistență: 35 Arbitri: Pukšič, Satler |
| 19 iunie 2024 13:00 | Hatem 5 | (12–7)  | Paul 5 | Sala Jane Sandanski 2, Skopje Asistență: 35 Arbitri: Pukšič, Satler |
| 19 iunie 2024 13:00 | 3× 1×   | Raport  | 5×     | Sala Jane Sandanski 2, Skopje Asistență: 35 Arbitri: Pukšič, Satler |

| 20 iunie 2024 11:15 | Chile      | 11 – 47 | Elveția     | Centrul Sportiv Boris Trajkovski, Skopje Asistență: 63 Arbitri: Mitrović, Vešović |
| 20 iunie 2024 11:15 | Riquelme 4 | (6–27)  | Schläpfer 8 | Centrul Sportiv Boris Trajkovski, Skopje Asistență: 63 Arbitri: Mitrović, Vešović |
| 20 iunie 2024 11:15 | 3×         | Raport  | 1×          | Centrul Sportiv Boris Trajkovski, Skopje Asistență: 63 Arbitri: Mitrović, Vešović |

| 20 iunie 2024 11:15 | Egipt   | 25 – 24 | Tunisia | Centrul Sportiv Jane Sandanski, Skopje Asistență: 66 Arbitri: Camaux, Mursch |
| 20 iunie 2024 11:15 | Omar 10 | (13–13) | Rmiza 9 | Centrul Sportiv Jane Sandanski, Skopje Asistență: 66 Arbitri: Camaux, Mursch |
| 20 iunie 2024 11:15 | 6×      | Raport  | 6×      | Centrul Sportiv Jane Sandanski, Skopje Asistență: 66 Arbitri: Camaux, Mursch |

| 22 iunie 2024 09:00 | Elveția  | 31 – 22 | Egipt      | Centrul Sportiv Jane Sandanski, Skopje Asistență: 55 Arbitri: Bojinovski, Nacevski |
| 22 iunie 2024 09:00 | Bucher 8 | (15–14) | Abdalla 10 | Centrul Sportiv Jane Sandanski, Skopje Asistență: 55 Arbitri: Bojinovski, Nacevski |
| 22 iunie 2024 09:00 | 4×       | Raport  | 4× 1×      | Centrul Sportiv Jane Sandanski, Skopje Asistență: 55 Arbitri: Bojinovski, Nacevski |

| 22 iunie 2024 13:00 | Tunisia    | 46 – 28 | Chile      | Sala Jane Sandanski 2, Skopje Asistență: 20 Arbitri: Balvan, Praštalo |
| 22 iunie 2024 13:00 | Dabbabi 13 | (22–13) | Riquelme 6 | Sala Jane Sandanski 2, Skopje Asistență: 20 Arbitri: Balvan, Praštalo |
| 22 iunie 2024 13:00 | 4×         | Raport  | 4×         | Sala Jane Sandanski 2, Skopje Asistență: 20 Arbitri: Balvan, Praštalo |

### Grupa C
| Loc | Echipa        | MJ | V | E | Î | GM  | GP  | DG  | Pct | Calificare         |
| --- | ------------- | -- | - | - | - | --- | --- | --- | --- | ------------------ |
| 1   | Ungaria       | 3  | 3 | 0 | 0 | 125 | 48  | +77 | 6   | Grupele principale |
| 2   | Coreea de Sud | 3  | 2 | 0 | 1 | 83  | 83  | 0   | 4   | Grupele principale |
| 3   | Argentina     | 3  | 1 | 0 | 2 | 93  | 88  | +5  | 2   | Cupa președintelui |
| 4   | Mexic         | 3  | 0 | 0 | 3 | 46  | 128 | −82 | 0   | Cupa președintelui |

| 19 iunie 2024 09:00 | Ungaria                 | 39 – 21 | Argentina | Centrul Sportiv Jane Sandanski, Skopje Asistență: 56 Arbitri: Bojinovski, Nacevski |
| 19 iunie 2024 09:00 | Csíkos, Varga, Vártok 6 | (19–12) | Gull 7    | Centrul Sportiv Jane Sandanski, Skopje Asistență: 56 Arbitri: Bojinovski, Nacevski |
| 19 iunie 2024 09:00 | 5×                      | Raport  | 2×        | Centrul Sportiv Jane Sandanski, Skopje Asistență: 56 Arbitri: Bojinovski, Nacevski |

| 19 iunie 2024 09:00 | Coreea de Sud | 33 – 20 | Mexic             | Centrul Sportiv Boris Trajkovski, Skopje Asistență: 50 Arbitri: Awwad, Al-Zayyat |
| 19 iunie 2024 09:00 | Cha 8         | (17–9)  | Campos, Verdugo 4 | Centrul Sportiv Boris Trajkovski, Skopje Asistență: 50 Arbitri: Awwad, Al-Zayyat |
| 19 iunie 2024 09:00 | 2×            | Raport  | 5×                | Centrul Sportiv Boris Trajkovski, Skopje Asistență: 50 Arbitri: Awwad, Al-Zayyat |

| 20 iunie 2024 13:30 | Coreea de Sud | 33 – 31 | Argentina | Centrul Sportiv Jane Sandanski, Skopje Asistență: 86 Arbitri: Al-Enezi, Al-Nassem |
| 20 iunie 2024 13:30 | Park Su. 8    | (17–16) | Kruk 11   | Centrul Sportiv Jane Sandanski, Skopje Asistență: 86 Arbitri: Al-Enezi, Al-Nassem |
| 20 iunie 2024 13:30 | 3× 2×         | Raport  | 3×        | Centrul Sportiv Jane Sandanski, Skopje Asistență: 86 Arbitri: Al-Enezi, Al-Nassem |

| 20 iunie 2024 13:30 | Mexic          | 10 – 54 | Ungaria       | Centrul Sportiv Boris Trajkovski, Skopje Asistență: 78 Arbitri: Gheisarian, Gheisarian |
| 20 iunie 2024 13:30 | Mata, Virgen 4 | (3–26)  | Gém, Vártok 8 | Centrul Sportiv Boris Trajkovski, Skopje Asistență: 78 Arbitri: Gheisarian, Gheisarian |
| 20 iunie 2024 13:30 | 3×             | Raport  | 1×            | Centrul Sportiv Boris Trajkovski, Skopje Asistență: 78 Arbitri: Gheisarian, Gheisarian |

| 22 iunie 2024 11:15 | Argentina | 41 – 16 | Mexic    | Centrul Sportiv Boris Trajkovski, Skopje Asistență: 41 Arbitri: Ghofli, Hassanzadeh |
| 22 iunie 2024 11:15 | Hoeler 9  | (18–5)  | Lezama 4 | Centrul Sportiv Boris Trajkovski, Skopje Asistență: 41 Arbitri: Ghofli, Hassanzadeh |
| 22 iunie 2024 11:15 | 1×        | Raport  | 2×       | Centrul Sportiv Boris Trajkovski, Skopje Asistență: 41 Arbitri: Ghofli, Hassanzadeh |

| 22 iunie 2024 13:30 | Ungaria        | 32 – 17 | Coreea de Sud | Centrul Sportiv Boris Trajkovski, Skopje Asistență: 80 Arbitri: Sekulić, Jovandić |
| 22 iunie 2024 13:30 | Csernyánszki 7 | (13–9)  | Kim J. 4      | Centrul Sportiv Boris Trajkovski, Skopje Asistență: 80 Arbitri: Sekulić, Jovandić |
| 22 iunie 2024 13:30 | 4×             | Raport  | 1×            | Centrul Sportiv Boris Trajkovski, Skopje Asistență: 80 Arbitri: Sekulić, Jovandić |

### Grupa D
| Loc | Echipa          | MJ | V | E | Î | GM  | GP  | DG  | Pct | Calificare         |
| --- | --------------- | -- | - | - | - | --- | --- | --- | --- | ------------------ |
| 1   | Danemarca       | 3  | 3 | 0 | 0 | 117 | 69  | +48 | 6   | Grupele principale |
| 2   | Norvegia        | 3  | 2 | 0 | 1 | 95  | 75  | +20 | 4   | Grupele principale |
| 3   | Japonia         | 3  | 1 | 0 | 2 | 92  | 98  | −6  | 2   | Cupa președintelui |
| 4   | Taipeiul Chinez | 3  | 0 | 0 | 3 | 57  | 119 | −62 | 0   | Cupa președintelui |

| 19 iunie 2024 15:45 | Danemarca       | 43 – 25 | Japonia  | Centrul Sportiv Boris Trajkovski, Skopje Asistență: 50 Arbitri: Budzák, Záhradník |
| 19 iunie 2024 15:45 | Haugaard Bang 7 | (22–12) | Koyama 6 | Centrul Sportiv Boris Trajkovski, Skopje Asistență: 50 Arbitri: Budzák, Záhradník |
| 19 iunie 2024 15:45 | 1×              | Raport  | 1×       | Centrul Sportiv Boris Trajkovski, Skopje Asistență: 50 Arbitri: Budzák, Záhradník |

| 19 iunie 2024 18:00 | Norvegia           | 35 – 18 | Taipeiul Chinez | Centrul Sportiv Boris Trajkovski, Skopje Asistență: 60 Arbitri: Ghofli, Hassanzadeh |
| 19 iunie 2024 18:00 | Jullumstrø, Mjøs 6 | (17–12) | Chang Y. 7      | Centrul Sportiv Boris Trajkovski, Skopje Asistență: 60 Arbitri: Ghofli, Hassanzadeh |
| 19 iunie 2024 18:00 | 4×                 | Raport  | 3×              | Centrul Sportiv Boris Trajkovski, Skopje Asistență: 60 Arbitri: Ghofli, Hassanzadeh |

| 20 iunie 2024 15:45 | Taipeiul Chinez | 19 – 41 | Danemarca      | Centrul Sportiv Boris Trajkovski, Skopje Asistență: 64 Arbitri: Awwad, Al-Zayyat |
| 20 iunie 2024 15:45 | Chang 5         | (10–17) | Vestergaard 11 | Centrul Sportiv Boris Trajkovski, Skopje Asistență: 64 Arbitri: Awwad, Al-Zayyat |
| 20 iunie 2024 15:45 | 4×              | Raport  | 4×             | Centrul Sportiv Boris Trajkovski, Skopje Asistență: 64 Arbitri: Awwad, Al-Zayyat |

| 20 iunie 2024 18:00 | Norvegia   | 35 – 24 | Japonia              | Centrul Sportiv Boris Trajkovski, Skopje Asistență: 88 Arbitri: Correa, Correa |
| 20 iunie 2024 18:00 | Kamburce 7 | (20–12) | Hokaguchi, Okumura 4 | Centrul Sportiv Boris Trajkovski, Skopje Asistență: 88 Arbitri: Correa, Correa |
| 20 iunie 2024 18:00 | 3×         | Raport  |                      | Centrul Sportiv Boris Trajkovski, Skopje Asistență: 88 Arbitri: Correa, Correa |

| 22 iunie 2024 09:00 | Japonia     | 43 – 20 | Taipeiul Chinez | Centrul Sportiv Boris Trajkovski, Skopje Asistență: 61 Arbitri: Al-Saqer, Al-Suqufi |
| 22 iunie 2024 09:00 | Hashimoto 9 | (17–11) | Tien 5          | Centrul Sportiv Boris Trajkovski, Skopje Asistență: 61 Arbitri: Al-Saqer, Al-Suqufi |
| 22 iunie 2024 09:00 | 4×          | Raport  | 4×              | Centrul Sportiv Boris Trajkovski, Skopje Asistență: 61 Arbitri: Al-Saqer, Al-Suqufi |

| 22 iunie 2024 15:45 | Danemarca     | 33 – 25 | Norvegia | Centrul Sportiv Boris Trajkovski, Skopje Asistență: 151 Arbitri: Camaux, Mursch |
| 22 iunie 2024 15:45 | Vestergaard 9 | (22–12) | Mjøs 6   | Centrul Sportiv Boris Trajkovski, Skopje Asistență: 151 Arbitri: Camaux, Mursch |
| 22 iunie 2024 15:45 | 3×            | Raport  | 3× 1×    | Centrul Sportiv Boris Trajkovski, Skopje Asistență: 151 Arbitri: Camaux, Mursch |

### Grupa E
| Loc | Echipa  | MJ | V | E | Î | GM  | GP | DG  | Pct | Calificare         |
| --- | ------- | -- | - | - | - | --- | -- | --- | --- | ------------------ |
| 1   | Suedia  | 3  | 3 | 0 | 0 | 104 | 61 | +43 | 6   | Grupele principale |
| 2   | China   | 3  | 2 | 0 | 1 | 84  | 73 | +11 | 4   | Grupele principale |
| 3   | Cehia   | 3  | 1 | 0 | 2 | 73  | 72 | +1  | 2   | Cupa președintelui |
| 4   | Algeria | 3  | 0 | 0 | 3 | 39  | 94 | −55 | 0   | Cupa președintelui |

| 19 iunie 2024 13:30 | Cehia                       | 23 – 17 | Algeria   | Centrul Sportiv Jane Sandanski, Skopje Asistență: 56 Arbitri: Balvan, Praštalo |
| 19 iunie 2024 13:30 | Behenská, Schreibmeierová 4 | (12–11) | Fettani 6 | Centrul Sportiv Jane Sandanski, Skopje Asistență: 56 Arbitri: Balvan, Praštalo |
| 19 iunie 2024 13:30 | 2×                          | Raport  | 4×        | Centrul Sportiv Jane Sandanski, Skopje Asistență: 56 Arbitri: Balvan, Praštalo |

| 19 iunie 2024 15:45 | Suedia    | 38 – 24 | China    | Centrul Sportiv Jane Sandanski, Skopje Asistență: 75 Arbitri: Al-Saqer, Al-Suqufi |
| 19 iunie 2024 15:45 | Kylberg 6 | (19–13) | Zhuang 8 | Centrul Sportiv Jane Sandanski, Skopje Asistență: 75 Arbitri: Al-Saqer, Al-Suqufi |
| 19 iunie 2024 15:45 | 3× 1×     | Raport  | 2×       | Centrul Sportiv Jane Sandanski, Skopje Asistență: 75 Arbitri: Al-Saqer, Al-Suqufi |

| 21 iunie 2024 13:30 | Algeria           | 13 – 38 | Suedia                          | Centrul Sportiv Boris Trajkovski, Skopje Asistență: 73 Arbitri: Budzák, Záhradník |
| 21 iunie 2024 13:30 | Fettani, Yelles 3 | (9–18)  | Kylberg, Lönnegren, Österwall 6 | Centrul Sportiv Boris Trajkovski, Skopje Asistență: 73 Arbitri: Budzák, Záhradník |
| 21 iunie 2024 13:30 | 3×                | Raport  | 1×                              | Centrul Sportiv Boris Trajkovski, Skopje Asistență: 73 Arbitri: Budzák, Záhradník |

| 21 iunie 2024 15:45 | Cehia    | 26 – 27 | China | Centrul Sportiv Jane Sandanski, Skopje Asistență: 71 Arbitri: Pagh, Thygesen |
| 21 iunie 2024 15:45 | Radová 6 | (13–16) | Shi 7 | Centrul Sportiv Jane Sandanski, Skopje Asistență: 71 Arbitri: Pagh, Thygesen |
| 21 iunie 2024 15:45 | 3× 2×    | Raport  | 3× 1× | Centrul Sportiv Jane Sandanski, Skopje Asistență: 71 Arbitri: Pagh, Thygesen |

| 22 iunie 2024 16:00 | China  | 33 – 9 | Algeria                | Sala Jane Sandanski 2, Skopje Asistență: 20 Arbitri: Mikelić, Parađina |
| 22 iunie 2024 16:00 | Wang 7 | (19–5) | Aïssa, Azzi, Makdoud 2 | Sala Jane Sandanski 2, Skopje Asistență: 20 Arbitri: Mikelić, Parađina |
| 22 iunie 2024 16:00 | 2×     | Raport | 3×                     | Sala Jane Sandanski 2, Skopje Asistență: 20 Arbitri: Mikelić, Parađina |

| 22 iunie 2024 18:00 | Suedia       | 28 – 24 | Cehia     | Centrul Sportiv Boris Trajkovski, Skopje Asistență: 130 Arbitri: Reyes, Zuñiga |
| 22 iunie 2024 18:00 | Mihailovic 9 | (17–14) | Vávrová 7 | Centrul Sportiv Boris Trajkovski, Skopje Asistență: 130 Arbitri: Reyes, Zuñiga |
| 22 iunie 2024 18:00 | 1×           | Raport  | 3×        | Centrul Sportiv Boris Trajkovski, Skopje Asistență: 130 Arbitri: Reyes, Zuñiga |

### Grupa F
| Loc | Echipa   | MJ | V | E | Î | GM | GP  | DG  | Pct | Calificare         |
| --- | -------- | -- | - | - | - | -- | --- | --- | --- | ------------------ |
| 1   | Franța   | 3  | 3 | 0 | 0 | 89 | 71  | +18 | 6   | Grupele principale |
| 2   | Germania | 3  | 2 | 0 | 1 | 95 | 74  | +21 | 4   | Grupele principale |
| 3   | Spania   | 3  | 1 | 0 | 2 | 84 | 76  | +8  | 2   | Cupa președintelui |
| 4   | Serbiaa) | 3  | 0 | 0 | 3 | 54 | 101 | −47 | 0   | Cupa președintelui |

| 19 iunie 2024 18:00 | Germania  | 39 – 18 | Serbia    | Centrul Sportiv Jane Sandanski, Skopje Asistență: 86 Arbitri: García, Paolantoni |
| 19 iunie 2024 18:00 | Gaubatz 5 | (18–7)  | Radević 5 | Centrul Sportiv Jane Sandanski, Skopje Asistență: 86 Arbitri: García, Paolantoni |
| 19 iunie 2024 18:00 | 2× 1×     | Raport  | 2×        | Centrul Sportiv Jane Sandanski, Skopje Asistență: 86 Arbitri: García, Paolantoni |

| 19 iunie 2024 20:15 | Franța    | 30 – 25 | Spania   | Centrul Sportiv Jane Sandanski, Skopje Asistență: 78 Arbitri: Braseth, Sundet |
| 19 iunie 2024 20:15 | L. Borg 7 | (17–12) | Arroyo 6 | Centrul Sportiv Jane Sandanski, Skopje Asistență: 78 Arbitri: Braseth, Sundet |
| 19 iunie 2024 20:15 | 6× 1×     | Raport  | 3× 1×    | Centrul Sportiv Jane Sandanski, Skopje Asistență: 78 Arbitri: Braseth, Sundet |

| 21 iunie 2024 15:45 | Serbia    | 19 – 30 | Franța   | Centrul Sportiv Jane Sandanski, Skopje Asistență: 88 Arbitri: Correa, Correa |
| 21 iunie 2024 15:45 | Radević 5 | (10–14) | Genyah 6 | Centrul Sportiv Jane Sandanski, Skopje Asistență: 88 Arbitri: Correa, Correa |
| 21 iunie 2024 15:45 | 1×        | Raport  | 3×       | Centrul Sportiv Jane Sandanski, Skopje Asistență: 88 Arbitri: Correa, Correa |

| 21 iunie 2024 18:00 | Germania        | 29 – 27 | Spania   | Centrul Sportiv Jane Sandanski, Skopje Asistență: 150 Arbitri: El-Saied, El-Saied |
| 21 iunie 2024 18:00 | Däuble, Kühne 5 | (17–16) | Olucha 9 | Centrul Sportiv Jane Sandanski, Skopje Asistență: 150 Arbitri: El-Saied, El-Saied |
| 21 iunie 2024 18:00 | 2× 1×           | Raport  | 3× 1×    | Centrul Sportiv Jane Sandanski, Skopje Asistență: 150 Arbitri: El-Saied, El-Saied |

| 22 iunie 2024 18:00 | Spania            | 32 – 17 | Serbia              | Centrul Sportiv Jane Sandanski, Skopje Asistență: 66 Arbitri: Al-Enezi, Al-Nassem |
| 22 iunie 2024 18:00 | Arroyo Pimienta 8 | (12–8)  | Ćetković, Radević 3 | Centrul Sportiv Jane Sandanski, Skopje Asistență: 66 Arbitri: Al-Enezi, Al-Nassem |
| 22 iunie 2024 18:00 | 2×                | Raport  | 3×                  | Centrul Sportiv Jane Sandanski, Skopje Asistență: 66 Arbitri: Al-Enezi, Al-Nassem |

| 22 iunie 2024 20:15 | Franța   | 29 – 27 | Germania | Centrul Sportiv Jane Sandanski, Skopje Asistență: 76 Arbitri: Mitrović, Vešović |
| 22 iunie 2024 20:15 | Pintat 6 | (18–15) | Röpcke 8 | Centrul Sportiv Jane Sandanski, Skopje Asistență: 76 Arbitri: Mitrović, Vešović |
| 22 iunie 2024 20:15 | 6×       | Raport  | 5× 1×    | Centrul Sportiv Jane Sandanski, Skopje Asistență: 76 Arbitri: Mitrović, Vešović |

### Grupa G
| Loc | Echipa     | MJ | V | E | Î | GM  | GP  | DG  | Pct | Calificare         |
| --- | ---------- | -- | - | - | - | --- | --- | --- | --- | ------------------ |
| 1   | Portugalia | 3  | 3 | 0 | 0 | 110 | 74  | +36 | 6   | Grupele principale |
| 2   | Muntenegru | 3  | 2 | 0 | 1 | 122 | 96  | +26 | 4   | Grupele principale |
| 3   | Guineea    | 3  | 1 | 0 | 2 | 78  | 103 | −25 | 2   | Cupa președintelui |
| 4   | Uzbekistan | 3  | 0 | 0 | 3 | 85  | 122 | −37 | 0   | Cupa președintelui |

| 19 iunie 2024 11:15 | Portugalia            | 32 – 18 | Guineea  | Centrul Sportiv Jane Sandanski, Skopje Asistență: 52 Arbitri: Pagh, Thygesen |
| 19 iunie 2024 11:15 | Figueiredo, Ribeiro 7 | (15–8)  | Soumah 5 | Centrul Sportiv Jane Sandanski, Skopje Asistență: 52 Arbitri: Pagh, Thygesen |
| 19 iunie 2024 11:15 | 4×                    | Raport  | 2×       | Centrul Sportiv Jane Sandanski, Skopje Asistență: 52 Arbitri: Pagh, Thygesen |

| 19 iunie 2024 19:00 | Muntenegru  | 48 – 32 | Uzbekistan   | Sala Jane Sandanski 2, Skopje Asistență: 25 Arbitri: Reyes, Zuñiga |
| 19 iunie 2024 19:00 | Milošević 9 | (23–11) | Saparbaeva 8 | Sala Jane Sandanski 2, Skopje Asistență: 25 Arbitri: Reyes, Zuñiga |
| 19 iunie 2024 19:00 | 3× 1×       | Raport  | 3×           | Sala Jane Sandanski 2, Skopje Asistență: 25 Arbitri: Reyes, Zuñiga |

| 21 iunie 2024 11:15 | Muntenegru  | 43 – 30 | Guineea   | Centrul Sportiv Jane Sandanski, Skopje Asistență: 60 Arbitri: Braseth, Sundet |
| 21 iunie 2024 11:15 | Vukčević 13 | (25–13) | Soumah 10 | Centrul Sportiv Jane Sandanski, Skopje Asistență: 60 Arbitri: Braseth, Sundet |
| 21 iunie 2024 11:15 | 4× 1×       | Raport  | 3×        | Centrul Sportiv Jane Sandanski, Skopje Asistență: 60 Arbitri: Braseth, Sundet |

| 21 iunie 2024 13:30 | Uzbekistan  | 25 – 44 | Portugalia | Centrul Sportiv Jane Sandanski, Skopje Asistență: 30 Arbitri: Mikelić, Parađina |
| 21 iunie 2024 13:30 | Erbakaeva 8 | (12–20) | Rebelo 9   | Centrul Sportiv Jane Sandanski, Skopje Asistență: 30 Arbitri: Mikelić, Parađina |
| 21 iunie 2024 13:30 | 4×          | Raport  | 3× 1×      | Centrul Sportiv Jane Sandanski, Skopje Asistență: 30 Arbitri: Mikelić, Parađina |

| 22 iunie 2024 10:00 | Guineea    | 30 – 28 | Uzbekistan | Sala Jane Sandanski 2, Skopje Asistență: 30 Arbitri: Gheisarian, Gheisarian |
| 22 iunie 2024 10:00 | Sankhon 10 | (15–17) | Mullaeva 9 | Sala Jane Sandanski 2, Skopje Asistență: 30 Arbitri: Gheisarian, Gheisarian |
| 22 iunie 2024 10:00 | 5×         | Raport  | 3×         | Sala Jane Sandanski 2, Skopje Asistență: 30 Arbitri: Gheisarian, Gheisarian |

| 22 iunie 2024 11:15 | Portugalia | 34 – 31 | Muntenegru  | Centrul Sportiv Jane Sandanski, Skopje Asistență: 75 Arbitri: Thiyagarajah, Thiyagarajah |
| 22 iunie 2024 11:15 | Sequeira 9 | (17–17) | Vukčević 10 | Centrul Sportiv Jane Sandanski, Skopje Asistență: 75 Arbitri: Thiyagarajah, Thiyagarajah |
| 22 iunie 2024 11:15 | 5× 2×      | Raport  | 3× 1×       | Centrul Sportiv Jane Sandanski, Skopje Asistență: 75 Arbitri: Thiyagarajah, Thiyagarajah |

### Grupa H
| Loc | Echipa                | MJ | V | E | Î | GM | GP | DG  | Pct | Calificare         |
| --- | --------------------- | -- | - | - | - | -- | -- | --- | --- | ------------------ |
| 1   | Islanda               | 3  | 3 | 0 | 0 | 89 | 56 | +33 | 6   | Grupele principale |
| 2   | Macedonia de Nord (H) | 3  | 2 | 0 | 1 | 77 | 68 | +9  | 4   | Grupele principale |
| 3   | Angola                | 3  | 1 | 0 | 2 | 67 | 60 | +7  | 2   | Cupa președintelui |
| 4   | Statele Unite         | 3  | 0 | 0 | 3 | 43 | 92 | −49 | 0   | Cupa președintelui |

| 19 iunie 2024 16:00 | Angola   | 19 – 24 | Islanda         | Sala Jane Sandanski 2, Skopje Asistență: 50 Arbitri: Mikelić, Parađina |
| 19 iunie 2024 16:00 | Tumba 11 | (9–9)   | Ásmundsdóttir 7 | Sala Jane Sandanski 2, Skopje Asistență: 50 Arbitri: Mikelić, Parađina |
| 19 iunie 2024 16:00 | 4× 1× 2× | Raport  | 2×              | Sala Jane Sandanski 2, Skopje Asistență: 50 Arbitri: Mikelić, Parađina |

| 19 iunie 2024 20:15 | Macedonia de Nord | 32 – 15 | Statele Unite | Centrul Sportiv Boris Trajkovski, Skopje Asistență: 421 Arbitri: El-Saied, El-Saied |
| 19 iunie 2024 20:15 | Koceva 9          | (15–6)  | Ready 5       | Centrul Sportiv Boris Trajkovski, Skopje Asistență: 421 Arbitri: El-Saied, El-Saied |
| 19 iunie 2024 20:15 | 3×                | Raport  | 3× 1×         | Centrul Sportiv Boris Trajkovski, Skopje Asistență: 421 Arbitri: El-Saied, El-Saied |

| 21 iunie 2024 11:15 | Statele Unite            | 8 – 24 | Angola  | Centrul Sportiv Boris Trajkovski, Skopje Asistență: 66 Arbitri: Pukšič, Satler |
| 21 iunie 2024 11:15 | Dobreff, Nesper, Ready 2 | (2–12) | Belo 11 | Centrul Sportiv Boris Trajkovski, Skopje Asistență: 66 Arbitri: Pukšič, Satler |
| 21 iunie 2024 11:15 | 2×                       | Raport | 8×      | Centrul Sportiv Boris Trajkovski, Skopje Asistență: 66 Arbitri: Pukšič, Satler |

| 21 iunie 2024 18:00 | Macedonia de Nord | 17 – 29 | Islanda         | Centrul Sportiv Boris Trajkovski, Skopje Asistență: 404 Arbitri: Thiyagarajah, Thiyagarajah |
| 21 iunie 2024 18:00 | Rizoska 7         | (11–11) | Þorkelsdóttir 6 | Centrul Sportiv Boris Trajkovski, Skopje Asistență: 404 Arbitri: Thiyagarajah, Thiyagarajah |
| 21 iunie 2024 18:00 | 4× 2× 1×          | Raport  | 2× 1×           | Centrul Sportiv Boris Trajkovski, Skopje Asistență: 404 Arbitri: Thiyagarajah, Thiyagarajah |

| 22 iunie 2024 19:00 | Islanda         | 36 – 20 | Statele Unite | Sala Jane Sandanski 2, Skopje Asistență: 100 Arbitri: Pagh, Thygesen |
| 22 iunie 2024 19:00 | Jóhannsdóttir 6 | (19–12) | Licea 6       | Sala Jane Sandanski 2, Skopje Asistență: 100 Arbitri: Pagh, Thygesen |
| 22 iunie 2024 19:00 | 4×              | Raport  | 4×            | Sala Jane Sandanski 2, Skopje Asistență: 100 Arbitri: Pagh, Thygesen |

| 22 iunie 2024 20:15 | Angola  | 24 – 28 | Macedonia de Nord     | Centrul Sportiv Boris Trajkovski, Skopje Asistență: 473 Arbitri: Budzák, Záhradník |
| 22 iunie 2024 20:15 | Belo 11 | (11–13) | Rizoska, Stefanoska 6 | Centrul Sportiv Boris Trajkovski, Skopje Asistență: 473 Arbitri: Budzák, Záhradník |
| 22 iunie 2024 20:15 | 4× 1×   | Raport  | 6×                    | Centrul Sportiv Boris Trajkovski, Skopje Asistență: 473 Arbitri: Budzák, Záhradník |

## Cupa președintelui
Echipele au avansat din faza grupelor păstrându-și punctele obținute în meciurile împotriva celorlalte echipe din aceeași grupă. 

### Grupa I
| Loc | Echipa   | MJ | V | E | Î | GM | GP  | DG  | Pct | Calificare                         |
| --- | -------- | -- | - | - | - | -- | --- | --- | --- | ---------------------------------- |
| 1   | Brazilia | 3  | 3 | 0 | 0 | 84 | 60  | +24 | 6   | Semifinalele pentru locurile 17–20 |
| 2   | Tunisia  | 3  | 2 | 0 | 1 | 96 | 77  | +19 | 4   | Semifinalele pentru locurile 21–24 |
| 3   | Iran     | 3  | 1 | 0 | 2 | 72 | 81  | −9  | 2   | Semifinalele pentru locurile 25–28 |
| 4   | Chile    | 3  | 0 | 0 | 3 | 67 | 101 | −34 | 0   | Semifinalele pentru locurile 29–32 |

| 23 iunie 2024 11:45 | Tunisia   | 26 – 23 | Iran      | Centrul Sportiv Boris Trajkovski, Skopje Asistență: 71 Arbitri: Reyes, Zuñiga |
| 23 iunie 2024 11:45 | Dabbabi 8 | (11–9)  | Merikh 14 | Centrul Sportiv Boris Trajkovski, Skopje Asistență: 71 Arbitri: Reyes, Zuñiga |
| 23 iunie 2024 11:45 | 4×        | Raport  | 6×        | Centrul Sportiv Boris Trajkovski, Skopje Asistență: 71 Arbitri: Reyes, Zuñiga |

| 23 iunie 2024 14:00 | Brazilia   | 28 – 14 | Chile     | Centrul Sportiv Boris Trajkovski, Skopje Asistență: 46 Arbitri: Bojinovski, Nacevski |
| 23 iunie 2024 14:00 | Oliveira 6 | (11–6)  | Larenas 3 | Centrul Sportiv Boris Trajkovski, Skopje Asistență: 46 Arbitri: Bojinovski, Nacevski |
| 23 iunie 2024 14:00 | 1×         | Raport  | 4×        | Centrul Sportiv Boris Trajkovski, Skopje Asistență: 46 Arbitri: Bojinovski, Nacevski |

| 25 iunie 2024 09:00 | Iran               | 27 – 25 | Chile          | Centrul Sportiv Boris Trajkovski, Skopje Asistență: 35 Arbitri: Camaux, Mursch |
| 25 iunie 2024 09:00 | Koudzarifarahani 8 | (12–13) | Campos, Paul 4 | Centrul Sportiv Boris Trajkovski, Skopje Asistență: 35 Arbitri: Camaux, Mursch |
| 25 iunie 2024 09:00 | 2×                 | Raport  | 2×             | Centrul Sportiv Boris Trajkovski, Skopje Asistență: 35 Arbitri: Camaux, Mursch |

| 25 iunie 2024 11:15 | Brazilia   | 26 – 24 | Tunisia       | Centrul Sportiv Boris Trajkovski, Skopje Asistență: 52 Arbitri: Pagh, Thygesen |
| 25 iunie 2024 11:15 | De Souza 6 | (15–9)  | Ben Hassine 7 | Centrul Sportiv Boris Trajkovski, Skopje Asistență: 52 Arbitri: Pagh, Thygesen |
| 25 iunie 2024 11:15 | 5×         | Raport  | 2×            | Centrul Sportiv Boris Trajkovski, Skopje Asistență: 52 Arbitri: Pagh, Thygesen |

### Grupa a II-a
| Loc | Echipa          | MJ | V | E | Î | GM  | GP  | DG  | Pct | Calificare                         |
| --- | --------------- | -- | - | - | - | --- | --- | --- | --- | ---------------------------------- |
| 1   | Japonia         | 3  | 3 | 0 | 0 | 125 | 65  | +60 | 6   | Semifinalele pentru locurile 17–20 |
| 2   | Argentina       | 3  | 2 | 0 | 1 | 101 | 76  | +25 | 4   | Semifinalele pentru locurile 21–24 |
| 3   | Taipeiul Chinez | 3  | 1 | 0 | 2 | 89  | 86  | +3  | 2   | Semifinalele pentru locurile 25–28 |
| 4   | Mexic           | 3  | 0 | 0 | 3 | 44  | 132 | −88 | 0   | Semifinalele pentru locurile 29–32 |

| 23 iunie 2024 11:45 | Argentina     | 27 – 25 | Taipeiul Chinez | Centrul Sportiv Jane Sandanski, Skopje Asistență: 100 Arbitri: Awwad, Al-Zayyat |
| 23 iunie 2024 11:45 | Gull Querin 8 | (13–13) | Lien 7          | Centrul Sportiv Jane Sandanski, Skopje Asistență: 100 Arbitri: Awwad, Al-Zayyat |
| 23 iunie 2024 11:45 | 3×            | Raport  | 4×              | Centrul Sportiv Jane Sandanski, Skopje Asistență: 100 Arbitri: Awwad, Al-Zayyat |

| 23 iunie 2024 14:00 | Japonia  | 47 – 12 | Mexic             | Centrul Sportiv Jane Sandanski, Skopje Asistență: 30 Arbitri: Al-Enezi, Al-Nassem |
| 23 iunie 2024 14:00 | Terada 8 | (25–5)  | Canales, Corral 3 | Centrul Sportiv Jane Sandanski, Skopje Asistență: 30 Arbitri: Al-Enezi, Al-Nassem |
| 23 iunie 2024 14:00 | 2×       | Raport  |                   | Centrul Sportiv Jane Sandanski, Skopje Asistență: 30 Arbitri: Al-Enezi, Al-Nassem |

| 25 iunie 2024 09:00 | Argentina  | 33 – 35 | Japonia  | Centrul Sportiv Jane Sandanski, Skopje Asistență: 55 Arbitri: Thiyagarajah, Thiyagarajah |
| 25 iunie 2024 09:00 | Alfredi 11 | (15–18) | Sasaki 6 | Centrul Sportiv Jane Sandanski, Skopje Asistență: 55 Arbitri: Thiyagarajah, Thiyagarajah |
| 25 iunie 2024 09:00 | 2×         | Raport  | 1×       | Centrul Sportiv Jane Sandanski, Skopje Asistență: 55 Arbitri: Thiyagarajah, Thiyagarajah |

| 25 iunie 2024 11:15 | Mexic    | 16 – 44 | Taipeiul Chinez | Centrul Sportiv Jane Sandanski, Skopje Asistență: 10 Arbitri: Ghofli, Hassanzadeh |
| 25 iunie 2024 11:15 | Campos 4 | (8–17)  | Chang 7         | Centrul Sportiv Jane Sandanski, Skopje Asistență: 10 Arbitri: Ghofli, Hassanzadeh |
| 25 iunie 2024 11:15 |          | Raport  | 2× 1×           | Centrul Sportiv Jane Sandanski, Skopje Asistență: 10 Arbitri: Ghofli, Hassanzadeh |

### Grupa a III-a
| Loc | Echipa  | MJ | V | E | Î | GM  | GP | DG  | Pct | Calificare                         |
| --- | ------- | -- | - | - | - | --- | -- | --- | --- | ---------------------------------- |
| 1   | Spania  | 3  | 2 | 1 | 0 | 105 | 60 | +45 | 5   | Semifinalele pentru locurile 17–20 |
| 2   | Serbia  | 3  | 2 | 0 | 1 | 73  | 74 | −1  | 4   | Semifinalele pentru locurile 21–24 |
| 3   | Cehia   | 3  | 1 | 1 | 1 | 78  | 75 | +3  | 3   | Semifinalele pentru locurile 25–28 |
| 4   | Algeria | 3  | 0 | 0 | 3 | 47  | 94 | −47 | 0   | Semifinalele pentru locurile 29–32 |

| 24 iunie 2024 11:45 | Cehia     | 26 – 29 | Serbia       | Centrul Sportiv Jane Sandanski, Skopje Asistență: 35 Arbitri: Braseth, Sundet |
| 24 iunie 2024 11:45 | Vávrová 6 | (17–16) | Todorovski 7 | Centrul Sportiv Jane Sandanski, Skopje Asistență: 35 Arbitri: Braseth, Sundet |
| 24 iunie 2024 11:45 | 5×        | Raport  | 5×           | Centrul Sportiv Jane Sandanski, Skopje Asistență: 35 Arbitri: Braseth, Sundet |

| 24 iunie 2024 14:00 | Spania     | 44 – 14 | Algeria   | Centrul Sportiv Jane Sandanski, Skopje Asistență: 40 Arbitri: Pukšič, Satler |
| 24 iunie 2024 14:00 | Tort Net 7 | (20–6)  | Makdoud 6 | Centrul Sportiv Jane Sandanski, Skopje Asistență: 40 Arbitri: Pukšič, Satler |
| 24 iunie 2024 14:00 | 2×         | Raport  | 2×        | Centrul Sportiv Jane Sandanski, Skopje Asistență: 40 Arbitri: Pukšič, Satler |

| 25 iunie 2024 16:00 | Cehia              | 29 – 29 | Spania                  | Sala Jane Sandanski 2, Skopje Asistență: 70 Arbitri: Al-Saqer, Al-Suqufi |
| 25 iunie 2024 16:00 | Schreibmeierová 11 | (19–16) | Arroyo, Bosch, Olucha 5 | Sala Jane Sandanski 2, Skopje Asistență: 70 Arbitri: Al-Saqer, Al-Suqufi |
| 25 iunie 2024 16:00 | 3×                 | Raport  | 3×                      | Sala Jane Sandanski 2, Skopje Asistență: 70 Arbitri: Al-Saqer, Al-Suqufi |

| 25 iunie 2024 19:00 | Algeria          | 16 – 27 | Serbia     | Sala Jane Sandanski 2, Skopje Asistență: 30 Arbitri: Gheisarian, Gheisarian |
| 25 iunie 2024 19:00 | Naceur, Yelles 4 | (9–11)  | Ćetković 7 | Sala Jane Sandanski 2, Skopje Asistență: 30 Arbitri: Gheisarian, Gheisarian |
| 25 iunie 2024 19:00 | 3×               | Raport  | 1×         | Sala Jane Sandanski 2, Skopje Asistență: 30 Arbitri: Gheisarian, Gheisarian |

### Grupa a IV-a
| Loc | Echipa        | MJ | V | E | Î | GM | GP | DG  | Pct | Calificare                         |
| --- | ------------- | -- | - | - | - | -- | -- | --- | --- | ---------------------------------- |
| 1   | Angola        | 3  | 3 | 0 | 0 | 90 | 48 | +42 | 6   | Semifinalele pentru locurile 17–20 |
| 2   | Guineea       | 3  | 2 | 0 | 1 | 74 | 66 | +8  | 4   | Semifinalele pentru locurile 21–24 |
| 3   | Uzbekistan    | 3  | 1 | 0 | 2 | 88 | 98 | −10 | 2   | Semifinalele pentru locurile 25–28 |
| 4   | Statele Unite | 3  | 0 | 0 | 3 | 48 | 88 | −40 | 0   | Semifinalele pentru locurile 29–32 |

| 24 iunie 2024 11:45 | Guineea  | 22 – 15 | Statele Unite | Centrul Sportiv Boris Trajkovski, Skopje Asistență: 80 Arbitri: Al-Saqer, Al-Suqufi |
| 24 iunie 2024 11:45 | Konaté 6 | (11–6)  | Licea 5       | Centrul Sportiv Boris Trajkovski, Skopje Asistență: 80 Arbitri: Al-Saqer, Al-Suqufi |
| 24 iunie 2024 11:45 | 2×       | Raport  | 2×            | Centrul Sportiv Boris Trajkovski, Skopje Asistență: 80 Arbitri: Al-Saqer, Al-Suqufi |

| 24 iunie 2024 14:00 | Angola        | 43 – 18 | Uzbekistan  | Centrul Sportiv Boris Trajkovski, Skopje Asistență: 43 Arbitri: Ghofli, Hassanzadeh |
| 24 iunie 2024 14:00 | Belo, Pedro 7 | (21–9)  | Erbakaeva 9 | Centrul Sportiv Boris Trajkovski, Skopje Asistență: 43 Arbitri: Ghofli, Hassanzadeh |
| 24 iunie 2024 14:00 | 3× 1×         | Raport  |             | Centrul Sportiv Boris Trajkovski, Skopje Asistență: 43 Arbitri: Ghofli, Hassanzadeh |

| 25 iunie 2024 10:00 | Guineea  | 22 – 23 | Angola | Sala Jane Sandanski 2, Skopje Asistență: 30 Arbitri: El-Saied, El-Saied |
| 25 iunie 2024 10:00 | Soumah 7 | (11–8)  | Belo 7 | Sala Jane Sandanski 2, Skopje Asistență: 30 Arbitri: El-Saied, El-Saied |
| 25 iunie 2024 10:00 | 5× 1×    | Raport  | 8× 1×  | Sala Jane Sandanski 2, Skopje Asistență: 30 Arbitri: El-Saied, El-Saied |

| 25 iunie 2024 13:00 | Uzbekistan            | 42 – 25 | Statele Unite | Sala Jane Sandanski 2, Skopje Asistență: 20 Arbitri: Soria , Satler |
| 25 iunie 2024 13:00 | Erkabaeva, Mullaeva 9 | (20–14) | Nesper 7      | Sala Jane Sandanski 2, Skopje Asistență: 20 Arbitri: Soria , Satler |
| 25 iunie 2024 13:00 | 2×                    | Raport  | 4×            | Sala Jane Sandanski 2, Skopje Asistență: 20 Arbitri: Soria , Satler |

### Meciurile de clasament pentru locurile 17–32
Locurile 17–20
|  | Semifinalele pentru locurile 17–20 | Semifinalele pentru locurile 17–20 |                        |    | Meciul pentru locul 17 | Meciul pentru locul 17 |
|  |                                    |                                    |                        |    |                        |                        |
|  | 27 iunie                           |                                    |                        |    |                        |                        |
|  |                                    |                                    |                        |    |                        |                        |
|  | Brazilia                           | 20                                 |                        |    |                        |                        |
|  | Brazilia                           | 20                                 | 28 iunie               |    |                        |                        |
|  | Spania                             | 33                                 |                        |    |                        |                        |
|  | Spania                             | 33                                 | Spania                 | 24 |                        |                        |
|  | 27 iunie                           |                                    | Spania                 | 24 |                        |                        |
|  |                                    | Angola                             | 18                     |    |                        |                        |
|  | Japonia                            | Angola                             | 18                     | 27 |                        |                        |
|  | Japonia                            |                                    |                        | 27 |                        |                        |
|  | Angola                             | 30                                 |                        |    |                        |                        |
|  | Angola                             | 30                                 | Meciul pentru locul 19 |    |                        |                        |
|  |                                    |                                    |                        |    |                        |                        |
|  | 28 iunie                           |                                    |                        |    |                        |                        |
|  |                                    |                                    |                        |    |                        |                        |
|  | Brazilia                           | 38                                 |                        |    |                        |                        |
|  | Brazilia                           | 38                                 |                        |    |                        |                        |
|  | Japonia                            | 32                                 |                        |    |                        |                        |

Locurile 21–24
|  | Semifinalele pentru locurile 21–24 | Semifinalele pentru locurile 21–24 |                        |    | Meciul pentru locul 21 | Meciul pentru locul 21 |
|  |                                    |                                    |                        |    |                        |                        |
|  | 27 iunie                           |                                    |                        |    |                        |                        |
|  |                                    |                                    |                        |    |                        |                        |
|  | Tunisia                            | 26                                 |                        |    |                        |                        |
|  | Tunisia                            | 26                                 | 28 iunie               |    |                        |                        |
|  | Serbia                             | 27                                 |                        |    |                        |                        |
|  | Serbia                             | 27                                 | Serbia                 | 26 |                        |                        |
|  | 27 iunie                           |                                    | Serbia                 | 26 |                        |                        |
|  |                                    | Argentina                          | 27                     |    |                        |                        |
|  | Argentina                          | Argentina                          | 27                     | 31 |                        |                        |
|  | Argentina                          |                                    |                        | 31 |                        |                        |
|  | Guineea                            | 26                                 |                        |    |                        |                        |
|  | Guineea                            | 26                                 | Meciul pentru locul 23 |    |                        |                        |
|  |                                    |                                    |                        |    |                        |                        |
|  | 28 iunie                           |                                    |                        |    |                        |                        |
|  |                                    |                                    |                        |    |                        |                        |
|  | Tunisia                            | 21                                 |                        |    |                        |                        |
|  | Tunisia                            | 21                                 |                        |    |                        |                        |
|  | Guineea                            | 22                                 |                        |    |                        |                        |

Locurile 25–28
|  | Semifinalele pentru locurile 25–28 | Semifinalele pentru locurile 25–28 |                        |    | Meciul pentru locul 25 | Meciul pentru locul 25 |
|  |                                    |                                    |                        |    |                        |                        |
|  | 27 iunie                           |                                    |                        |    |                        |                        |
|  |                                    |                                    |                        |    |                        |                        |
|  | Iran                               | 17                                 |                        |    |                        |                        |
|  | Iran                               | 17                                 | 28 iunie               |    |                        |                        |
|  | Cehia                              | 29                                 |                        |    |                        |                        |
|  | Cehia                              | 29                                 | Cehia                  | 36 |                        |                        |
|  | 27 iunie                           |                                    | Cehia                  | 36 |                        |                        |
|  |                                    | Taipeiul Chinez                    | 15                     |    |                        |                        |
|  | Taipeiul Chinez                    | Taipeiul Chinez                    | 15                     | 39 |                        |                        |
|  | Taipeiul Chinez                    |                                    |                        | 39 |                        |                        |
|  | Uzbekistan                         | 32                                 |                        |    |                        |                        |
|  | Uzbekistan                         | 32                                 | Meciul pentru locul 27 |    |                        |                        |
|  |                                    |                                    |                        |    |                        |                        |
|  | 28 iunie                           |                                    |                        |    |                        |                        |
|  |                                    |                                    |                        |    |                        |                        |
|  | Iran                               | 40                                 |                        |    |                        |                        |
|  | Iran                               | 40                                 |                        |    |                        |                        |
|  | Uzbekistan                         | 31                                 |                        |    |                        |                        |

Locurile 29–32
|  | Semifinalele pentru locurile 29–32 | Semifinalele pentru locurile 29–32 |                        |    | Meciul pentru locul 29 | Meciul pentru locul 29 |
|  |                                    |                                    |                        |    |                        |                        |
|  | 27 iunie                           |                                    |                        |    |                        |                        |
|  |                                    |                                    |                        |    |                        |                        |
|  | Chile                              | 34                                 |                        |    |                        |                        |
|  | Chile                              | 34                                 | 28 iunie               |    |                        |                        |
|  | Algeria                            | 33                                 |                        |    |                        |                        |
|  | Algeria                            | 33                                 | Chile                  | 33 |                        |                        |
|  | 27 iunie                           |                                    | Chile                  | 33 |                        |                        |
|  |                                    | Statele Unite                      | 26                     |    |                        |                        |
|  | Mexic                              | Statele Unite                      | 26                     | 21 |                        |                        |
|  | Mexic                              |                                    |                        | 21 |                        |                        |
|  | Statele Unite                      | 25                                 |                        |    |                        |                        |
|  | Statele Unite                      | 25                                 | Meciul pentru locul 31 |    |                        |                        |
|  |                                    |                                    |                        |    |                        |                        |
|  | 28 iunie                           |                                    |                        |    |                        |                        |
|  |                                    |                                    |                        |    |                        |                        |
|  | Algeria                            | 24                                 |                        |    |                        |                        |
|  | Algeria                            | 24                                 |                        |    |                        |                        |
|  | Mexic                              | 23                                 |                        |    |                        |                        |

#### Semifinalele pentru locurile 29–32
| 27 iunie 2024 12:00 | Mexic    | 21 – 25 | Statele Unite | Sala Jane Sandanski 2, Skopje Asistență: 40 Arbitri: Awwad, Al-Zayyat |
| 27 iunie 2024 12:00 | Corral 5 | (12–12) | Licea 7       | Sala Jane Sandanski 2, Skopje Asistență: 40 Arbitri: Awwad, Al-Zayyat |
| 27 iunie 2024 12:00 | 3×       | Raport  | 1×            | Sala Jane Sandanski 2, Skopje Asistență: 40 Arbitri: Awwad, Al-Zayyat |

| 27 iunie 2024 15:00 | Chile               | 34 – 33 (Prel.) | Algeria  | Sala Jane Sandanski 2, Skopje Asistență: 60 Arbitri: Ghofli, Hassanzadeh |
| 27 iunie 2024 15:00 | Paul 8              | (12–16)         | Yelles 7 | Sala Jane Sandanski 2, Skopje Asistență: 60 Arbitri: Ghofli, Hassanzadeh |
| 27 iunie 2024 15:00 | 4×                  | Raport          | 6×       | Sala Jane Sandanski 2, Skopje Asistență: 60 Arbitri: Ghofli, Hassanzadeh |
| 27 iunie 2024 15:00 | FT: 25 – 25 7m: 9–8 |                 |          | Sala Jane Sandanski 2, Skopje Asistență: 60 Arbitri: Ghofli, Hassanzadeh |

#### Semifinalele pentru locurile 25–28
| 27 iunie 2024 11:15 | Iran     | 17 – 29 | Cehia             | Centrul Sportiv Jane Sandanski, Skopje Asistență: 67 Arbitri: Balvan, Praštalo |
| 27 iunie 2024 11:15 | Merikh 9 | (4–16)  | Schreibmeierová 5 | Centrul Sportiv Jane Sandanski, Skopje Asistență: 67 Arbitri: Balvan, Praštalo |
| 27 iunie 2024 11:15 | 4×       | Raport  | 3×                | Centrul Sportiv Jane Sandanski, Skopje Asistență: 67 Arbitri: Balvan, Praštalo |

| 27 iunie 2024 19:30 | Taipeiul Chinez | 39 – 32 | Uzbekistan  | Sala Jane Sandanski 2, Skopje Asistență: 20 Arbitri: Al-Saqer, Al-Suqufi |
| 27 iunie 2024 19:30 | Lien, Lin 8     | (20–13) | Erkabaeva 9 | Sala Jane Sandanski 2, Skopje Asistență: 20 Arbitri: Al-Saqer, Al-Suqufi |
| 27 iunie 2024 19:30 | 5×              | Raport  | 7×          | Sala Jane Sandanski 2, Skopje Asistență: 20 Arbitri: Al-Saqer, Al-Suqufi |

#### Semifinalele pentru locurile 21–24
| 27 iunie 2024 09:00 | Argentina  | 31 – 26 | Guineea            | Sala Jane Sandanski 2, Skopje Asistență: 62 Arbitri: Gheisarian, Gheisarian |
| 27 iunie 2024 09:00 | Spinelli 7 | (16–12) | Bangoura, Soumah 6 | Sala Jane Sandanski 2, Skopje Asistență: 62 Arbitri: Gheisarian, Gheisarian |
| 27 iunie 2024 09:00 | 2×         | Raport  | 3× 1×              | Sala Jane Sandanski 2, Skopje Asistență: 62 Arbitri: Gheisarian, Gheisarian |

| 27 iunie 2024 14:30 | Tunisia                | 26 – 27 | Serbia     | Centrul Sportiv Jane Sandanski, Skopje Asistență: 50 Arbitri: Correa, Correa |
| 27 iunie 2024 14:30 | Ben Hassine, Dabbabi 6 | (15–15) | Ćetković 6 | Centrul Sportiv Jane Sandanski, Skopje Asistență: 50 Arbitri: Correa, Correa |
| 27 iunie 2024 14:30 | 1×                     | Raport  | 2×         | Centrul Sportiv Jane Sandanski, Skopje Asistență: 50 Arbitri: Correa, Correa |

#### Semifinalele pentru locurile 17–20
| 27 iunie 2024 09:30 | Japonia            | 27 – 30 | Angola  | Sala Jane Sandanski 2, Skopje Asistență: 30 Arbitri: Pagh, Thygesen |
| 27 iunie 2024 09:30 | Konya, Yamaguchi 5 | (13–15) | Belo 11 | Sala Jane Sandanski 2, Skopje Asistență: 30 Arbitri: Pagh, Thygesen |
| 27 iunie 2024 09:30 | 1×                 | Raport  | 4×      | Sala Jane Sandanski 2, Skopje Asistență: 30 Arbitri: Pagh, Thygesen |

| 27 iunie 2024 10:30 | Brazilia   | 20 – 33 | Spania   | Centrul Sportiv Boris Trajkovski, Skopje Asistență: 48 Arbitri: Mitrović, Vešović |
| 27 iunie 2024 10:30 | De Souza 7 | (14–18) | Olucha 8 | Centrul Sportiv Boris Trajkovski, Skopje Asistență: 48 Arbitri: Mitrović, Vešović |
| 27 iunie 2024 10:30 | 3×         | Raport  | 3×       | Centrul Sportiv Boris Trajkovski, Skopje Asistență: 48 Arbitri: Mitrović, Vešović |

#### Meciul pentru locul 31
| 28 iunie 2024 10:30 | Algeria             | 24 – 23 (Prel.) | Mexic    | Sala Jane Sandanski 2, Skopje Asistență: 15 Arbitri: Mikelić, Parađina |
| 28 iunie 2024 10:30 | Chebli 5            | (9–11)          | Virgen 6 | Sala Jane Sandanski 2, Skopje Asistență: 15 Arbitri: Mikelić, Parađina |
| 28 iunie 2024 10:30 | 2×                  | Raport          | 5×       | Sala Jane Sandanski 2, Skopje Asistență: 15 Arbitri: Mikelić, Parađina |
| 28 iunie 2024 10:30 | FT: 19 – 19 7m: 5–4 |                 |          | Sala Jane Sandanski 2, Skopje Asistență: 15 Arbitri: Mikelić, Parađina |

#### Meciul pentru locul 29
| 28 iunie 2024 13:15 | Chile      | 33 – 26 | Statele Unite | Sala Jane Sandanski 2, Skopje Asistență: 30 Arbitri: Al-Saqer, Al-Suqufi |
| 28 iunie 2024 13:15 | Riquelme 8 | (18–13) | Licea 6       | Sala Jane Sandanski 2, Skopje Asistență: 30 Arbitri: Al-Saqer, Al-Suqufi |
| 28 iunie 2024 13:15 | 2×         | Raport  | 3×            | Sala Jane Sandanski 2, Skopje Asistență: 30 Arbitri: Al-Saqer, Al-Suqufi |

#### Meciul pentru locul 27
| 28 iunie 2024 20:30 | Iran      | 40 – 31 | Uzbekistan   | Sala Jane Sandanski 2, Skopje Asistență: 23 Arbitri: Reyes , Soria |
| 28 iunie 2024 20:30 | Merikh 14 | (20–16) | Erkabaeva 12 | Sala Jane Sandanski 2, Skopje Asistență: 23 Arbitri: Reyes , Soria |
| 28 iunie 2024 20:30 | 2× 1×     | Raport  | 3× 1×        | Sala Jane Sandanski 2, Skopje Asistență: 23 Arbitri: Reyes , Soria |

#### Meciul pentru locul 25
| 28 iunie 2024 17:45 | Cehia         | 36 – 15 | Taipeiul Chinez | Sala Jane Sandanski 2, Skopje Asistență: 45 Arbitri: Al-Enezi, Al-Nassem |
| 28 iunie 2024 17:45 | Jestříbková 6 | (14–7)  | Tien 6          | Sala Jane Sandanski 2, Skopje Asistență: 45 Arbitri: Al-Enezi, Al-Nassem |
| 28 iunie 2024 17:45 | 8× 2×         | Raport  | 3× 2×           | Sala Jane Sandanski 2, Skopje Asistență: 45 Arbitri: Al-Enezi, Al-Nassem |

#### Meciul pentru locul 23
| 28 iunie 2024 15:00 | Tunisia | 21 – 22 | Guineea  | Sala Jane Sandanski 2, Skopje Asistență: 30 Arbitri: Ghofli, Hassanzadeh |
| 28 iunie 2024 15:00 | Rmiza 6 | (10–10) | Soumah 6 | Sala Jane Sandanski 2, Skopje Asistență: 30 Arbitri: Ghofli, Hassanzadeh |
| 28 iunie 2024 15:00 | 3× 1×   | Raport  | 3×       | Sala Jane Sandanski 2, Skopje Asistență: 30 Arbitri: Ghofli, Hassanzadeh |

#### Meciul pentru locul 21
| 28 iunie 2024 11:15 | Serbia     | 26 – 27 | Argentina     | Centrul Sportiv Jane Sandanski, Skopje Asistență: 72 Arbitri: Al-Zayyat, Awwad |
| 28 iunie 2024 11:15 | Ćetković 9 | (11–12) | Gull Querin 8 | Centrul Sportiv Jane Sandanski, Skopje Asistență: 72 Arbitri: Al-Zayyat, Awwad |
| 28 iunie 2024 11:15 | 1×         | Raport  | 2×            | Centrul Sportiv Jane Sandanski, Skopje Asistență: 72 Arbitri: Al-Zayyat, Awwad |

#### Meciul pentru locul 19
| 28 iunie 2024 09:00 | Brazilia            | 38 – 32 | Japonia | Centrul Sportiv Jane Sandanski, Skopje Asistență: 30 Arbitri: Balvan, Praštalo |
| 28 iunie 2024 09:00 | Rodrigues, Soares 7 | (23–15) | Konya 8 | Centrul Sportiv Jane Sandanski, Skopje Asistență: 30 Arbitri: Balvan, Praštalo |
| 28 iunie 2024 09:00 | 2×                  | Raport  |         | Centrul Sportiv Jane Sandanski, Skopje Asistență: 30 Arbitri: Balvan, Praštalo |

#### Meciul pentru locul 17
| 28 iunie 2024 10:30 | Spania      | 24 – 18 | Angola  | Centrul Sportiv Boris Trajkovski, Skopje Asistență: 74 Arbitri: El-Saied, El-Saied |
| 28 iunie 2024 10:30 | Manterola 5 | (12–10) | Belo 12 | Centrul Sportiv Boris Trajkovski, Skopje Asistență: 74 Arbitri: El-Saied, El-Saied |
| 28 iunie 2024 10:30 | 1× 2×       | Raport  | 6×      | Centrul Sportiv Boris Trajkovski, Skopje Asistență: 74 Arbitri: El-Saied, El-Saied |

## Grupele principale
Echipele au avansat din faza grupelor păstrându-și punctele obținute în meciurile împotriva celorlalte echipe din aceeași grupă. 

### Grupa I
| Loc | Echipa        | MJ | V | E | Î | GM | GP | DG  | Pct | Calificare                         |
| --- | ------------- | -- | - | - | - | -- | -- | --- | --- | ---------------------------------- |
| 1   | Elveția       | 2  | 2 | 0 | 0 | 87 | 79 | +8  | 4   | Sferturile de finală               |
| 2   | Țările de Jos | 3  | 3 | 0 | 0 | 80 | 72 | +8  | 6   | Sferturile de finală               |
| 3   | România       | 3  | 1 | 0 | 2 | 84 | 79 | +5  | 2   | Semifinalele pentru locurile 9–12  |
| 4   | Egipt         | 3  | 0 | 0 | 3 | 62 | 83 | −21 | 0   | Semifinalele pentru locurile 13–16 |

| 23 iunie 2024 16:15 | Țările de Jos     | 20 – 17 | Egipt     | Centrul Sportiv Boris Trajkovski, Skopje Asistență: 93 Arbitri: Correa, Correa |
| 23 iunie 2024 16:15 | patru jucătoare 3 | (9–9)   | Abdalla 8 | Centrul Sportiv Boris Trajkovski, Skopje Asistență: 93 Arbitri: Correa, Correa |
| 23 iunie 2024 16:15 | 2×                | Raport  | 1×        | Centrul Sportiv Boris Trajkovski, Skopje Asistență: 93 Arbitri: Correa, Correa |

| 23 iunie 2024 18:30 | Elveția | 27 – 26 | România   | Centrul Sportiv Boris Trajkovski, Skopje Asistență: 99 Arbitri: Camaux, Mursch |
| 23 iunie 2024 18:30 | Riner 8 | (15–12) | Mohamed 6 | Centrul Sportiv Boris Trajkovski, Skopje Asistență: 99 Arbitri: Camaux, Mursch |
| 23 iunie 2024 18:30 | 3×      | Raport  | 2× 1×     | Centrul Sportiv Boris Trajkovski, Skopje Asistență: 99 Arbitri: Camaux, Mursch |

| 25 iunie 2024 13:30 | Țările de Jos | 31 – 29 | Elveția  | Centrul Sportiv Jane Sandanski, Skopje Asistență: 300 Arbitri: Braseth, Sundet |
| 25 iunie 2024 13:30 | van Vliet 7   | (15–14) | Lauper 5 | Centrul Sportiv Jane Sandanski, Skopje Asistență: 300 Arbitri: Braseth, Sundet |
| 25 iunie 2024 13:30 | 3× 1×         | Raport  | 2×       | Centrul Sportiv Jane Sandanski, Skopje Asistență: 300 Arbitri: Braseth, Sundet |

| 25 iunie 2024 15:45 | România   | 32 – 23 | Egipt               | Centrul Sportiv Jane Sandanski, Skopje Asistență: 100 Arbitri: Mitrović, Vešović |
| 25 iunie 2024 15:45 | Boiciuc 5 | (16–7)  | Abdelrahman, Omar 5 | Centrul Sportiv Jane Sandanski, Skopje Asistență: 100 Arbitri: Mitrović, Vešović |
| 25 iunie 2024 15:45 | 1×        | Raport  | 2×                  | Centrul Sportiv Jane Sandanski, Skopje Asistență: 100 Arbitri: Mitrović, Vešović |

### Grupa a II-a
| Loc | Echipa        | MJ | V | E | Î | GM | GP | DG  | Pct | Calificare                         |
| --- | ------------- | -- | - | - | - | -- | -- | --- | --- | ---------------------------------- |
| 1   | Ungaria       | 3  | 3 | 0 | 0 | 94 | 66 | +28 | 6   | Sferturile de finală               |
| 2   | Danemarca     | 3  | 2 | 0 | 1 | 85 | 79 | +6  | 4   | Sferturile de finală               |
| 3   | Norvegia      | 3  | 1 | 0 | 2 | 84 | 86 | −2  | 2   | Semifinalele pentru locurile 9–12  |
| 4   | Coreea de Sud | 3  | 0 | 0 | 3 | 62 | 94 | −32 | 0   | Semifinalele pentru locurile 13–16 |

| 23 iunie 2024 16:15 | Ungaria  | 31 – 26 | Norvegia    | Centrul Sportiv Jane Sandanski, Skopje Asistență: 150 Arbitri: García, Paolantoni |
| 23 iunie 2024 16:15 | Csíkos 6 | (18–11) | Rosenberg 6 | Centrul Sportiv Jane Sandanski, Skopje Asistență: 150 Arbitri: García, Paolantoni |
| 23 iunie 2024 16:15 | 2× 1×    | Raport  | 4×          | Centrul Sportiv Jane Sandanski, Skopje Asistență: 150 Arbitri: García, Paolantoni |

| 23 iunie 2024 18:30 | Danemarca               | 29 – 23 | Coreea de Sud | Centrul Sportiv Jane Sandanski, Skopje Asistență: 55 Arbitri: Gheisarian, Gheisarian |
| 23 iunie 2024 18:30 | Haugaard, Vestergaard 5 | (19–12) | Lee 6         | Centrul Sportiv Jane Sandanski, Skopje Asistență: 55 Arbitri: Gheisarian, Gheisarian |
| 23 iunie 2024 18:30 |                         | Raport  | 3× 1×         | Centrul Sportiv Jane Sandanski, Skopje Asistență: 55 Arbitri: Gheisarian, Gheisarian |

| 25 iunie 2024 13:30 | Ungaria  | 31 – 23 | Danemarca       | Centrul Sportiv Boris Trajkovski, Skopje Asistență: 198 Arbitri: Correa, Correa |
| 25 iunie 2024 13:30 | Farkas 7 | (15–12) | Haugaard Bang 6 | Centrul Sportiv Boris Trajkovski, Skopje Asistență: 198 Arbitri: Correa, Correa |
| 25 iunie 2024 13:30 | 1×       | Raport  | 1×              | Centrul Sportiv Boris Trajkovski, Skopje Asistență: 198 Arbitri: Correa, Correa |

| 25 iunie 2024 15:45 | Coreea de Sud | 33 – 22 | Norvegia    | Centrul Sportiv Boris Trajkovski, Skopje Asistență: 53 Arbitri: Reyes, Zuñiga |
| 25 iunie 2024 15:45 | Cha, Lee 6    | (12–15) | Rosenberg 8 | Centrul Sportiv Boris Trajkovski, Skopje Asistență: 53 Arbitri: Reyes, Zuñiga |
| 25 iunie 2024 15:45 | 2×            | Raport  | 3×          | Centrul Sportiv Boris Trajkovski, Skopje Asistență: 53 Arbitri: Reyes, Zuñiga |

### Grupa a III-a
| Loc | Echipa   | MJ | V | E | Î | GM | GP  | DG  | Pct | Calificare                         |
| --- | -------- | -- | - | - | - | -- | --- | --- | --- | ---------------------------------- |
| 1   | Franța   | 3  | 3 | 0 | 0 | 99 | 64  | +35 | 6   | Sferturile de finală               |
| 2   | Suedia   | 3  | 2 | 0 | 1 | 86 | 77  | +9  | 4   | Sferturile de finală               |
| 3   | Germania | 3  | 1 | 0 | 2 | 90 | 80  | +10 | 2   | Semifinalele pentru locurile 9–12  |
| 4   | China    | 3  | 0 | 0 | 3 | 64 | 118 | −54 | 0   | Semifinalele pentru locurile 13–16 |

| 24 iunie 2024 16:15 | Suedia     | 26 – 25 | Germania | Centrul Sportiv Jane Sandanski, Skopje Arbitri: Mikelić, Parađina |
| 24 iunie 2024 16:15 | Wiksfors 7 | (14–10) | Däuble 7 | Centrul Sportiv Jane Sandanski, Skopje Arbitri: Mikelić, Parađina |
| 24 iunie 2024 16:15 | 3×         | Raport  | 1×       | Centrul Sportiv Jane Sandanski, Skopje Arbitri: Mikelić, Parađina |

| 24 iunie 2024 18:30 | Franța     | 42 – 15 | China | Centrul Sportiv Jane Sandanski, Skopje Asistență: 100 Arbitri: Balvan, Praštalo |
| 24 iunie 2024 18:30 | Tuccella 6 | (16–9)  | Liu 6 | Centrul Sportiv Jane Sandanski, Skopje Asistență: 100 Arbitri: Balvan, Praštalo |
| 24 iunie 2024 18:30 | 2× 1×      | Raport  | 1×    | Centrul Sportiv Jane Sandanski, Skopje Asistență: 100 Arbitri: Balvan, Praštalo |

| 25 iunie 2024 18:00 | Suedia    | 22 – 28 | Franța           | Centrul Sportiv Jane Sandanski, Skopje Asistență: 107 Arbitri: Bojinovski, Nacevski |
| 25 iunie 2024 18:00 | Kylberg 5 | (11–14) | Errard, Perret 5 | Centrul Sportiv Jane Sandanski, Skopje Asistență: 107 Arbitri: Bojinovski, Nacevski |
| 25 iunie 2024 18:00 | 1×        | Raport  | 2×               | Centrul Sportiv Jane Sandanski, Skopje Asistență: 107 Arbitri: Bojinovski, Nacevski |

| 25 iunie 2024 20:15 | China    | 25 – 38 | Germania         | Centrul Sportiv Jane Sandanski, Skopje Asistență: 75 Arbitri: Al-Zayyat, Awwad |
| 25 iunie 2024 20:15 | Liu X. 7 | (18–19) | Bianco, Probst 6 | Centrul Sportiv Jane Sandanski, Skopje Asistență: 75 Arbitri: Al-Zayyat, Awwad |
| 25 iunie 2024 20:15 | 3×       | Raport  |                  | Centrul Sportiv Jane Sandanski, Skopje Asistență: 75 Arbitri: Al-Zayyat, Awwad |

### Grupa a IV-a
| Loc | Echipa                | MJ | V | E | Î | GM | GP | DG  | Pct | Calificare                         |
| --- | --------------------- | -- | - | - | - | -- | -- | --- | --- | ---------------------------------- |
| 1   | Portugalia            | 3  | 2 | 1 | 0 | 88 | 84 | +4  | 5   | Sferturile de finală               |
| 2   | Islanda               | 3  | 2 | 0 | 1 | 89 | 70 | +19 | 4   | Sferturile de finală               |
| 3   | Muntenegru            | 3  | 1 | 0 | 2 | 84 | 92 | −8  | 2   | Semifinalele pentru locurile 9–12  |
| 4   | Macedonia de Nord (H) | 3  | 0 | 1 | 2 | 68 | 83 | −15 | 1   | Semifinalele pentru locurile 13–16 |

| 24 iunie 2024 16:15 | Portugalia | 28 – 28 | Macedonia de Nord | Centrul Sportiv Boris Trajkovski, Skopje Asistență: 372 Arbitri: El-Saied, El-Saied |
| 24 iunie 2024 16:15 | Rebelo 9   | (14–13) | Stefanoska 9      | Centrul Sportiv Boris Trajkovski, Skopje Asistență: 372 Arbitri: El-Saied, El-Saied |
| 24 iunie 2024 16:15 | 7× 2×      | Raport  | 7× 1×             | Centrul Sportiv Boris Trajkovski, Skopje Asistență: 372 Arbitri: El-Saied, El-Saied |

| 24 iunie 2024 18:30 | Islanda         | 35 – 27 | Muntenegru  | Centrul Sportiv Boris Trajkovski, Skopje Asistență: 191 Arbitri: Budzák, Záhradník |
| 24 iunie 2024 18:30 | Ágústsdóttir 13 | (15–14) | Vukčević 13 | Centrul Sportiv Boris Trajkovski, Skopje Asistență: 191 Arbitri: Budzák, Záhradník |
| 24 iunie 2024 18:30 | 1×              | Raport  | 4× 1×       | Centrul Sportiv Boris Trajkovski, Skopje Asistență: 191 Arbitri: Budzák, Záhradník |

| 25 iunie 2024 18:00 | Portugalia           | 26 – 25 | Islanda         | Centrul Sportiv Boris Trajkovski, Skopje Asistență: 91 Arbitri: Sekulić, Jovandić |
| 25 iunie 2024 18:00 | Ferreira, Sequeira 8 | (12–11) | Þorkelsdóttir 8 | Centrul Sportiv Boris Trajkovski, Skopje Asistență: 91 Arbitri: Sekulić, Jovandić |
| 25 iunie 2024 18:00 | 1×                   | Raport  |                 | Centrul Sportiv Boris Trajkovski, Skopje Asistență: 91 Arbitri: Sekulić, Jovandić |

| 25 iunie 2024 20:15 | Muntenegru  | 26 – 23 | Macedonia de Nord | Centrul Sportiv Boris Trajkovski, Skopje Asistență: 409 Arbitri: García, Paolantoni |
| 25 iunie 2024 20:15 | Vukčević 13 | (10–12) | Mladenovska 8     | Centrul Sportiv Boris Trajkovski, Skopje Asistență: 409 Arbitri: García, Paolantoni |
| 25 iunie 2024 20:15 | 5×          | Raport  | 2× 1×             | Centrul Sportiv Boris Trajkovski, Skopje Asistență: 409 Arbitri: García, Paolantoni |

## Fazele eliminatorii

### Etapele fazelor eliminatorii
|  | Sferturile de finală | Sferturile de finală |               |    | Semifinalele | Semifinalele |  |  | Finala | Finala |
|  |                      |                      |               |    |              |              |  |  |        |        |
|  | 27 iunie             |                      |               |    |              |              |  |  |        |        |
|  |                      |                      |               |    |              |              |  |  |        |        |
|  | Țările de Jos        | 25                   |               |    |              |              |  |  |        |        |
|  | Țările de Jos        | 25                   | 28 iunie      |    |              |              |  |  |        |        |
|  | Suedia               | 21                   |               |    |              |              |  |  |        |        |
|  | Suedia               | 21                   | Țările de Jos | 24 |              |              |  |  |        |        |
|  | 27 iunie             |                      | Țările de Jos | 24 |              |              |  |  |        |        |
|  |                      | Ungaria              | 28            |    |              |              |  |  |        |        |
|  | Ungaria              | Ungaria              | 28            | 34 |              |              |  |  |        |        |
|  | Ungaria              |                      | 30 iunie      | 34 |              |              |  |  |        |        |
|  | Islanda              | 31                   |               |    |              |              |  |  |        |        |
|  | Islanda              | 31                   | Ungaria       | 26 |              |              |  |  |        |        |
|  | 27 iunie             |                      | Ungaria       | 26 |              |              |  |  |        |        |
|  |                      | Franța               | 29            |    |              |              |  |  |        |        |
|  | Franța               | Franța               | 29            | 34 |              |              |  |  |        |        |
|  | Franța               | 28 iunie             |               | 34 |              |              |  |  |        |        |
|  | Elveția              | 26                   |               |    |              |              |  |  |        |        |
|  | Elveția              | 26                   | Franța        | 32 |              |              |  |  |        |        |
|  | 27 iunie             |                      | Franța        | 32 |              |              |  |  |        |        |
|  |                      | Danemarca            | 26            |    | Finala mică  | Finala mică  |  |  |        |        |
|  | Portugalia           | Danemarca            | 26            | 22 | Finala mică  | Finala mică  |  |  |        |        |
|  | Portugalia           |                      | 30 iunie      | 22 |              |              |  |  |        |        |
|  | Danemarca            | 49                   |               |    |              |              |  |  |        |        |
|  | Danemarca            | 49                   | Țările de Jos | 34 |              |              |  |  |        |        |
|  |                      |                      |               |    |              |              |  |  |        |        |
|  | Danemarca            | 28                   |               |    |              |              |  |  |        |        |
|  | Danemarca            | 28                   |               |    |              |              |  |  |        |        |

Locurile 13–16
|  | Semifinalele pentru locurile 13–16 | Semifinalele pentru locurile 13–16 |                        |    | Meciul pentru locul 13 | Meciul pentru locul 13 |
|  |                                    |                                    |                        |    |                        |                        |
|  | 27 iunie                           |                                    |                        |    |                        |                        |
|  |                                    |                                    |                        |    |                        |                        |
|  | Egipt                              | 25                                 |                        |    |                        |                        |
|  | Egipt                              | 25                                 | 28 iunie               |    |                        |                        |
|  | China                              | 20                                 |                        |    |                        |                        |
|  | China                              | 20                                 | Egipt                  | 29 |                        |                        |
|  | 27 iunie                           |                                    | Egipt                  | 29 |                        |                        |
|  |                                    | Coreea de Sud                      | 23                     |    |                        |                        |
|  | Coreea de Sud                      | Coreea de Sud                      | 23                     | 34 |                        |                        |
|  | Coreea de Sud                      |                                    |                        | 34 |                        |                        |
|  | Macedonia de Nord                  | 19                                 |                        |    |                        |                        |
|  | Macedonia de Nord                  | 19                                 | Meciul pentru locul 15 |    |                        |                        |
|  |                                    |                                    |                        |    |                        |                        |
|  | 28 iunie                           |                                    |                        |    |                        |                        |
|  |                                    |                                    |                        |    |                        |                        |
|  | China                              | 25                                 |                        |    |                        |                        |
|  | China                              | 25                                 |                        |    |                        |                        |
|  | Macedonia de Nord                  | 23                                 |                        |    |                        |                        |

Locurile 9–12
|  | Semifinalele pentru locurile 9–12 | Semifinalele pentru locurile 9–12 |                        |    | Meciul pentru locul 9 | Meciul pentru locul 9 |
|  |                                   |                                   |                        |    |                       |                       |
|  | 27 iunie                          |                                   |                        |    |                       |                       |
|  |                                   |                                   |                        |    |                       |                       |
|  | România                           | 32                                |                        |    |                       |                       |
|  | România                           | 32                                | 28 iunie               |    |                       |                       |
|  | Germania                          | 34                                |                        |    |                       |                       |
|  | Germania                          | 34                                | Germania               | 28 |                       |                       |
|  | 27 iunie                          |                                   | Germania               | 28 |                       |                       |
|  |                                   | Norvegia                          | 18                     |    |                       |                       |
|  | Norvegia                          | Norvegia                          | 18                     | 42 |                       |                       |
|  | Norvegia                          |                                   |                        | 42 |                       |                       |
|  | Muntenegru                        | 27                                |                        |    |                       |                       |
|  | Muntenegru                        | 27                                | Meciul pentru locul 11 |    |                       |                       |
|  |                                   |                                   |                        |    |                       |                       |
|  | 28 iunie                          |                                   |                        |    |                       |                       |
|  |                                   |                                   |                        |    |                       |                       |
|  | România                           | 42                                |                        |    |                       |                       |
|  | România                           | 42                                |                        |    |                       |                       |
|  | Muntenegru                        | 28                                |                        |    |                       |                       |

Locurile 5–8
|  | Semifinalele pentru locurile 5–8 | Semifinalele pentru locurile 5–8 |                       |    | Meciul pentru locul 5 | Meciul pentru locul 5 |
|  |                                  |                                  |                       |    |                       |                       |
|  | 28 iunie                         |                                  |                       |    |                       |                       |
|  |                                  |                                  |                       |    |                       |                       |
|  | Suedia                           | 33                               |                       |    |                       |                       |
|  | Suedia                           | 33                               | 30 iunie              |    |                       |                       |
|  | Islanda                          | 31                               |                       |    |                       |                       |
|  | Islanda                          | 31                               | Suedia                | 25 |                       |                       |
|  | 28 iunie                         |                                  | Suedia                | 25 |                       |                       |
|  |                                  | Portugalia                       | 26                    |    |                       |                       |
|  | Elveția                          | Portugalia                       | 26                    | 25 |                       |                       |
|  | Elveția                          |                                  |                       | 25 |                       |                       |
|  | Portugalia                       | 30                               |                       |    |                       |                       |
|  | Portugalia                       | 30                               | Meciul pentru locul 7 |    |                       |                       |
|  |                                  |                                  |                       |    |                       |                       |
|  | 30 iunie                         |                                  |                       |    |                       |                       |
|  |                                  |                                  |                       |    |                       |                       |
|  | Islanda                          | 29                               |                       |    |                       |                       |
|  | Islanda                          | 29                               |                       |    |                       |                       |
|  | Elveția                          | 26                               |                       |    |                       |                       |

#### Semifinalele pentru locurile 13–16
| 27 iunie 2024 13:30 | Egipt  | 25 – 20 | China | Centrul Sportiv Jane Sandanski, Skopje Asistență: 31 Arbitri: Reyes, Zuñiga |
| 27 iunie 2024 13:30 | Omar 8 | (13–12) | Liu 6 | Centrul Sportiv Jane Sandanski, Skopje Asistență: 31 Arbitri: Reyes, Zuñiga |
| 27 iunie 2024 13:30 | 2×     | Raport  | 3×    | Centrul Sportiv Jane Sandanski, Skopje Asistență: 31 Arbitri: Reyes, Zuñiga |

| 27 iunie 2024 15:45 | Coreea de Sud | 34 – 19 | Macedonia de Nord | Centrul Sportiv Jane Sandanski, Skopje Asistență: 232 Arbitri: Thiyagarajah, Thiyagarajah |
| 27 iunie 2024 15:45 | Kim J. 8      | (17–10) | Koceva 6          | Centrul Sportiv Jane Sandanski, Skopje Asistență: 232 Arbitri: Thiyagarajah, Thiyagarajah |
| 27 iunie 2024 15:45 | 2×            | Raport  | 1×                | Centrul Sportiv Jane Sandanski, Skopje Asistență: 232 Arbitri: Thiyagarajah, Thiyagarajah |

#### Semifinalele pentru locurile 9–12
| 27 iunie 2024 13:00 | România      | 32 – 34 | Germania  | Centrul Sportiv Boris Trajkovski, Skopje Asistență: 106 Arbitri: Pukšič, Satler |
| 27 iunie 2024 13:00 | Lixăndroiu 9 | (16–19) | Petzold 6 | Centrul Sportiv Boris Trajkovski, Skopje Asistență: 106 Arbitri: Pukšič, Satler |
| 27 iunie 2024 13:00 | 2× 1×        | Raport  | 2×        | Centrul Sportiv Boris Trajkovski, Skopje Asistență: 106 Arbitri: Pukšič, Satler |

| 27 iunie 2024 15:30 | Norvegia   | 42 – 27 | Muntenegru  | Centrul Sportiv Boris Trajkovski, Skopje Asistență: 70 Arbitri: Al-Enezi, Al-Nassem |
| 27 iunie 2024 15:30 | Grønstad 6 | (24–14) | Vukčević 12 | Centrul Sportiv Boris Trajkovski, Skopje Asistență: 70 Arbitri: Al-Enezi, Al-Nassem |
| 27 iunie 2024 15:30 | 4× 1×      | Raport  | 3× 1×       | Centrul Sportiv Boris Trajkovski, Skopje Asistență: 70 Arbitri: Al-Enezi, Al-Nassem |

### Sferturile de finală
| 27 iunie 2024 18:00 | Țările de Jos       | 25 – 21 | Suedia     | Centrul Sportiv Jane Sandanski, Skopje Asistență: 152 Arbitri: Carmaux, Mursch |
| 27 iunie 2024 18:00 | Maarschalkerweerd 7 | (14–8)  | Wiksfors 5 | Centrul Sportiv Jane Sandanski, Skopje Asistență: 152 Arbitri: Carmaux, Mursch |
| 27 iunie 2024 18:00 | 4×                  | Raport  | 1×         | Centrul Sportiv Jane Sandanski, Skopje Asistență: 152 Arbitri: Carmaux, Mursch |

| 27 iunie 2024 18:00 | Ungaria     | 34 – 31 (Prel.) | Islanda        | Centrul Sportiv Boris Trajkovski, Skopje Asistență: 182 Arbitri: Bojinovski, Nacevski |
| 27 iunie 2024 18:00 | Varga 6     | (19–12)         | Ágústsdóttir 7 | Centrul Sportiv Boris Trajkovski, Skopje Asistență: 182 Arbitri: Bojinovski, Nacevski |
| 27 iunie 2024 18:00 | 7× 1×       | Raport          | 6× 1×          | Centrul Sportiv Boris Trajkovski, Skopje Asistență: 182 Arbitri: Bojinovski, Nacevski |
| 27 iunie 2024 18:00 | FT: 29 – 29 |                 |                | Centrul Sportiv Boris Trajkovski, Skopje Asistență: 182 Arbitri: Bojinovski, Nacevski |

| 27 iunie 2024 20:30 | Franța          | 34 – 26 | Elveția      | Centrul Sportiv Jane Sandanski, Skopje Asistență: 134 Arbitri: Mikelić, Parađina |
| 27 iunie 2024 20:30 | E. Borg, Dury 7 | (16–14) | Bächtiger 10 | Centrul Sportiv Jane Sandanski, Skopje Asistență: 134 Arbitri: Mikelić, Parađina |
| 27 iunie 2024 20:30 | 3×              | Raport  | 3×           | Centrul Sportiv Jane Sandanski, Skopje Asistență: 134 Arbitri: Mikelić, Parađina |

| 27 iunie 2022 20:30 | Portugalia  | 22 – 49 | Danemarca     | Centrul Sportiv Boris Trajkovski, Skopje Asistență: 68 Arbitri: Budzák, Záhradník |
| 27 iunie 2022 20:30 | Sequeira 11 | (10–21) | Vestergaard 9 | Centrul Sportiv Boris Trajkovski, Skopje Asistență: 68 Arbitri: Budzák, Záhradník |
| 27 iunie 2022 20:30 | 6×          | Raport  | 3×            | Centrul Sportiv Boris Trajkovski, Skopje Asistență: 68 Arbitri: Budzák, Záhradník |

#### Semifinalele pentru locurile 5–8
| 28 iunie 2024 18:00 | Suedia       | 33 – 31 | Islanda         | Centrul Sportiv Jane Sandanski, Skopje Asistență: 207 Arbitri: Sekulić, Jovandić |
| 28 iunie 2024 18:00 | Mihailovic 7 | (17–15) | Ágústsdóttir 12 | Centrul Sportiv Jane Sandanski, Skopje Asistență: 207 Arbitri: Sekulić, Jovandić |
| 28 iunie 2024 18:00 | 3× 1×        | Raport  | 2× 1×           | Centrul Sportiv Jane Sandanski, Skopje Asistență: 207 Arbitri: Sekulić, Jovandić |

| 28 iunie 2024 20:30 | Elveția         | 25 – 30 | Portugalia  | Centrul Sportiv Jane Sandanski, Skopje Asistență: 93 Arbitri: Gheisarian, Gheisarian |
| 28 iunie 2024 20:30 | Bucher, Riner 5 | (15–13) | Sequeira 10 | Centrul Sportiv Jane Sandanski, Skopje Asistență: 93 Arbitri: Gheisarian, Gheisarian |
| 28 iunie 2024 20:30 | 4×              | Raport  | 2× 1×       | Centrul Sportiv Jane Sandanski, Skopje Asistență: 93 Arbitri: Gheisarian, Gheisarian |

#### Meciul pentru locul 15
| 28 iunie 2024 15:45 | China    | 25 – 23 | Macedonia de Nord | Centrul Sportiv Jane Sandanski, Skopje Asistență: 177 Arbitri: Pagh, Thygesen |
| 28 iunie 2024 15:45 | Zhuang 6 | (11–12) | Rizoska 11        | Centrul Sportiv Jane Sandanski, Skopje Asistență: 177 Arbitri: Pagh, Thygesen |
| 28 iunie 2024 15:45 | 2× 1×    | Raport  |                   | Centrul Sportiv Jane Sandanski, Skopje Asistență: 177 Arbitri: Pagh, Thygesen |

#### Meciul pentru locul 13
| 28 iunie 2024 13:30 | Egipt   | 29 – 23 | Coreea de Sud | Centrul Sportiv Jane Sandanski, Skopje Asistență: 60 Arbitri: Pukšič, Satler |
| 28 iunie 2024 13:30 | Omar 11 | (12–11) | Cha 5         | Centrul Sportiv Jane Sandanski, Skopje Asistență: 60 Arbitri: Pukšič, Satler |
| 28 iunie 2024 13:30 | 3×      | Raport  | 2×            | Centrul Sportiv Jane Sandanski, Skopje Asistență: 60 Arbitri: Pukšič, Satler |

#### Meciul pentru locul 11
| 28 iunie 2024 15:30 | România            | 42 – 28 | Muntenegru | Centrul Sportiv Boris Trajkovski, Skopje Asistență: 87 Arbitri: Budzák, Záhradník |
| 28 iunie 2024 15:30 | Boiciuc, Grigore 6 | (20–12) | Burić 7    | Centrul Sportiv Boris Trajkovski, Skopje Asistență: 87 Arbitri: Budzák, Záhradník |
| 28 iunie 2024 15:30 | 3×                 | Raport  | 4× 1×      | Centrul Sportiv Boris Trajkovski, Skopje Asistență: 87 Arbitri: Budzák, Záhradník |

#### Meciul pentru locul 9
| 28 iunie 2024 13:00 | Germania | 28 – 18 | Norvegia          | Centrul Sportiv Boris Trajkovski, Skopje Asistență: 85 Arbitri: Mitrović, Vešović |
| 28 iunie 2024 13:00 | Probst 5 | (13–9)  | Mjøs, Rosenberg 4 | Centrul Sportiv Boris Trajkovski, Skopje Asistență: 85 Arbitri: Mitrović, Vešović |
| 28 iunie 2024 13:00 | 4× 1×    | Raport  | 4× 1×             | Centrul Sportiv Boris Trajkovski, Skopje Asistență: 85 Arbitri: Mitrović, Vešović |

#### Meciul pentru locul 7
| 30 iunie 2024 10:00 | Islanda         | 29 – 26 | Elveția | Centrul Sportiv Boris Trajkovski, Skopje Asistență: 63 Arbitri: García, Paolantoni |
| 30 iunie 2024 10:00 | Jóhannsdóttir 7 | (14–12) | Riner 5 | Centrul Sportiv Boris Trajkovski, Skopje Asistență: 63 Arbitri: García, Paolantoni |
| 30 iunie 2024 10:00 | 1×              | Raport  | 1×      | Centrul Sportiv Boris Trajkovski, Skopje Asistență: 63 Arbitri: García, Paolantoni |

#### Meciul pentru locul 5
| 30 iunie 2024 12:15 | Suedia       | 25 – 26 | Portugalia | Centrul Sportiv Boris Trajkovski, Skopje Asistență: 128 Arbitri: Reyes, Zuñiga |
| 30 iunie 2024 12:15 | Holgersson 5 | (16–13) | Sequeira 8 | Centrul Sportiv Boris Trajkovski, Skopje Asistență: 128 Arbitri: Reyes, Zuñiga |
| 30 iunie 2024 12:15 | 1×           | Raport  | 2×         | Centrul Sportiv Boris Trajkovski, Skopje Asistență: 128 Arbitri: Reyes, Zuñiga |

### Semifinalele
| 28 iunie 2024 18:00 | Țările de Jos | 24 – 28 | Ungaria  | Centrul Sportiv Boris Trajkovski, Skopje Asistență: 259 Arbitri: Braseth, Sundet |
| 28 iunie 2024 18:00 | Bakker 8      | (15–12) | Faragó 6 | Centrul Sportiv Boris Trajkovski, Skopje Asistență: 259 Arbitri: Braseth, Sundet |
| 28 iunie 2024 18:00 | 2× 1×         | Raport  | 2×       | Centrul Sportiv Boris Trajkovski, Skopje Asistență: 259 Arbitri: Braseth, Sundet |

| 28 iunie 2024 20:30 | Franța    | 32 – 26 | Danemarca       | Centrul Sportiv Boris Trajkovski, Skopje Asistență: 249 Arbitri: García, Paolantoni |
| 28 iunie 2024 20:30 | E. Borg 5 | (16–14) | Haugaard Bang 8 | Centrul Sportiv Boris Trajkovski, Skopje Asistență: 249 Arbitri: García, Paolantoni |
| 28 iunie 2024 20:30 | 1×        | Raport  | 1×              | Centrul Sportiv Boris Trajkovski, Skopje Asistență: 249 Arbitri: García, Paolantoni |

### Finala mică
| 30 iunie 2024 14:45 | Țările de Jos | 34 – 28 | Danemarca       | Centrul Sportiv Boris Trajkovski, Skopje Asistență: 248 Arbitri: Correa, Correa |
| 30 iunie 2024 14:45 | van Maurik 9  | (18–13) | Haugaard Bang 7 | Centrul Sportiv Boris Trajkovski, Skopje Asistență: 248 Arbitri: Correa, Correa |
| 30 iunie 2024 14:45 | 2×            | Raport  | 1×              | Centrul Sportiv Boris Trajkovski, Skopje Asistență: 248 Arbitri: Correa, Correa |

### Finala
| 30 iunie 2024 17:30 | Ungaria  | 26 – 29 | Franța   | Centrul Sportiv Boris Trajkovski, Skopje Asistență: 438 Arbitri: Sekulić, Jovandić |
| 30 iunie 2024 17:30 | Faragó 6 | (13–14) | Pintat 8 | Centrul Sportiv Boris Trajkovski, Skopje Asistență: 438 Arbitri: Sekulić, Jovandić |
| 30 iunie 2024 17:30 | 2×       | Raport  | 2×       | Centrul Sportiv Boris Trajkovski, Skopje Asistență: 438 Arbitri: Sekulić, Jovandić |

## Clasamentul final
| Loc | Echipă            |
| --- | ----------------- |
| 1   | Franța            |
| 2   | Ungaria           |
| 3   | Țările de Jos     |
| 4   | Danemarca         |
| 5   | Portugalia        |
| 6   | Suedia            |
| 7   | Islanda           |
| 8   | Elveția           |
| 9   | Germania          |
| 10  | Norvegia          |
| 11  | România           |
| 12  | Muntenegru        |
| 13  | Egipt             |
| 14  | Coreea de Sud     |
| 15  | China             |
| 16  | Macedonia de Nord |
| 17  | Spania            |
| 18  | Angola            |
| 19  | Brazilia          |
| 20  | Japonia           |
| 21  | Argentina         |
| 22  | Serbia            |
| 23  | Guineea           |
| 24  | Tunisia           |
| 25  | Cehia             |
| 26  | Taipeiul Chinez   |
| 27  | Iran              |
| 28  | Uzbekistan        |
| 29  | Chile             |
| 30  | Statele Unite     |
| 31  | Algeria           |
| 32  | Mexic             |

## Premii
Premiile și echipa ideală au fost anunțate pe 30 iunie 2024.
- MVP :  Lylou Borg

### Echipa ideală
- Portar:  Klára Zaj
- Extremă dreapta:  Manon Errard
- Inter dreapta:  Alieke van Maurik
- Centru:  Elín Þorkelsdóttir
- Inter stânga:  Lea Faragó
- Extremă stânga:  Matilde Vestergaard
- Pivot:  Lilou Pintat

| Poz. | Nume                | Echipă        | Goluri | Șuturi | %   |
| ---- | ------------------- | ------------- | ------ | ------ | --- |
| 1    | Jelena Vukčević     | Muntenegru    | 74     | 102    | 73% |
| 2    | Constança Sequeira  | Portugalia    | 62     | 103    | 60% |
| 3    | Bernardeth Belo     | Angola        | 60     | 120    | 50% |
| 4    | Fatemeh Merikh      | Iran          | 56     | 91     | 62% |
| 5    | Sevinch Erbakaeva   | Uzbekistan    | 55     | 135    | 41% |
| 6    | Matilde Vestergaard | Danemarca     | 51     | 66     | 77% |
| 7    | Clara Haugaard Bang | Danemarca     | 47     | 62     | 76% |
| 8    | Lilja Ágústsdóttir  | Islanda       | 45     | 59     | 76% |
| 9    | Mariam Omar         | Egipt         | 44     | 62     | 71% |
| 10   | Alieke van Maurik   | Țările de Jos | 42     | 82     | 51% |
| 10   | Sofia Gull Querin   | Argentina     | 42     | 80     | 53% |

| Poz. | Nume                    | Parade | Șuturi | %  | Meciuri |
| ---- | ----------------------- | ------ | ------ | -- | ------- |
| 1    | Matilde Rosa            | 98     | 267    | 37 | 8       |
| 2    | Marie Weiss             | 84     | 239    | 35 | 7       |
| 3    | Ethel Gyða Bjarnasen    | 83     | 247    | 34 | 8       |
| 3    | Elnaz Yarmohammadtouski | 82     | 244    | 34 | 7       |
| 5    | Wu Hsin-Yun             | 78     | 212    | 37 | 7       |
| 6    | Matea Churlinovska      | 77     | 216    | 36 | 7       |
| 7    | Bianca Schanssema       | 76     | 206    | 37 | 8       |
| 8    | Rukhshona Ruzieva       | 76     | 315    | 24 | 7       |
| 9    | Marija Marsenić         | 71     | 228    | 31 | 7       |
| 10   | Klára Zaj               | 68     | 173    | 39 | 8       |